# Hydroélectricité au Canada

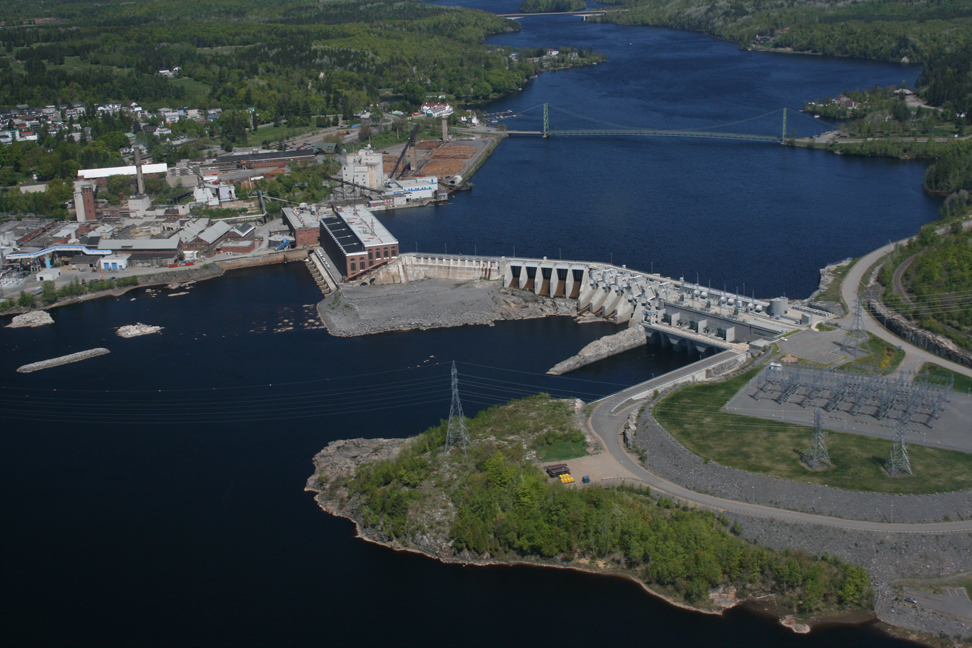
Centrale du Rocher-de-Grand-Mère, sur la rivière Saint-Maurice, à Grand-Mère, au Québec, 2010.

Le secteur de l'hydroélectricité au Canada se classe en 2024 au 3e rang mondial des producteurs d'hydroélectricité avec 7,7 % de la production mondiale, derrière la Chine et le Brésil, et au 4e rang mondial pour sa puissance installée (5,8 % du total mondial) derrière la Chine, le Brésil et les États-Unis. L'hydroélectricité a fourni 53,9 % de la production d'électricité du pays en 2024. Le Canada exporte aussi de l'hydroélectricité vers les États-Unis : 8 % de la production canadienne en 2023 et 1,2 % de la consommation d'électricité des États-Unis.
La construction des premières centrales hydroélectriques du Canada a commencé en 1902 sur le site des chutes du Niagara. La grande époque du développement de l'hydroélectricité a été celle des années 1960-1980 avec le lancement des grands projets : projet Manic-Outardes et projet de la Baie James au Québec, Rivière de la Paix et Columbia en Colombie-Britannique, fleuve Nelson au Manitoba, Churchill Falls au Labrador.
L'hydroélectricité est surtout développée au Québec (94 % de la production d'électricité en 2021) et en Colombie-Britannique (89 %), et à un moindre degré en Ontario (24 %), à Terre-Neuve-et-Labrador (97 %) et au Manitoba (96 %).
Les deux tiers du potentiel technique restent à exploiter, et des milliers de mégawatts de projets sont en cours de construction ou en développement.
Grâce au coût de production très bas des grands barrages, la plupart des villes canadiennes bénéficient de prix d'électricité très inférieurs à ceux des États-Unis et de l'Europe.

## Potentiel hydroélectrique
Le potentiel hydroélectrique théorique du Canada était estimé en 2013 par le Conseil mondial de l'énergie à 758 TWh/a et son potentiel techniquement exploitable, mais encore inexploité à 163 GW, dont plus de la moitié au Québec, en Alberta et en Colombie-Britannique ; la part déjà exploitée du potentiel technique était en 2011 de 75,1 GW, soit environ 32 %, avec une production de 350 TWh/an ; les projets en cours de construction totalisaient plus de 2,35 GW et une production estimée de 11,15 TWh/an. Selon Natural Resources Canada, les projets en préparation totalisaient 14,5 GW avec une production estimée à 68 TWh/a.
Le potentiel technique existe pour ajouter 160 GW au parc existant, sans tenir compte du pompage-turbinage, des modernisations et de l'ajout de nouvelles capacités à des barrages existants. Le potentiel est réparti assez également dans l'ensemble du pays, mais il a jusqu'ici été utilisé surtout au Québec et en Colombie-Britannique, et à un moindre degré en Ontario, à Terre-Neuve-et-Labrador et au Manitoba.

## Histoire
L'exploitation de l'énergie hydroélectrique a commencé au début vers 1890-1900 près des centres de population (notamment Niagara puis Shawinigan en 1903). Au cours des années 1960-1980 d'importants projets ont été lancés dans le nord de plusieurs provinces : projet Manic-Outardes et projet de la Baie James au Québec, Rivière de la Paix et Columbia en Colombie-Britannique, fleuve Nelson au Manitoba, Churchill Falls au Labrador.

## Production hydroélectrique
Selon l'Association internationale de l'hydroélectricité (IHA), la production hydroélectrique du Canada s'est classée en 2024 au 3e rang mondial avec 342 TWh, soit 7,7 % de la production mondiale, loin derrière la Chine (30,4 %) et le Brésil (9,1 %).
Sa part dans la production d'électricité du pays atteint 53,9 % en 2024.
La production hydroélectrique du Canada s'est élevée à 363,7 TWh en 2023, soit 58 % de la production canadienne d'électricité.
| Année | Production (GWh) | Part prod. élec. (%) |
| 1990  | 296 848          | 61,5 %               |
| 1995  | 336 034          | 59,9 %               |
| 2000  | 358 620          | 59,2 %               |
| 2005  | 362 031          | 58,3 %               |
| 2010  | 351 461          | 58,3 %               |
| 2015  | 382 266          | 58,1 %               |
| 2016  | 385 505          | 58,0 %               |
| 2017  | 394 659          | 59,6 %               |
| 2018  | 385 967          | 58,6 %               |
| 2019  | 381 843          | 58,6 %               |
| 2020  | 386 617          | 59,3 %               |
| 2021  | 383 963          | 59,6 %               |
| 2022  | 397 727          | 61,1 %               |
| 2023  | 363 670          | 58,0 %               |
| 2024  | 343 200          | 53,9 %               |

En 2023, la production hydroélectrique canadienne représentait 8,6 % du total mondial, au 3e rang mondial derrière la Chine (28,9 %) et le Brésil (10,1 %).
En 2022, la production hydroélectrique canadienne représentait 8,9 % du total mondial, au 3e rang mondial derrière la Chine (30,7 %) et le Brésil (9,6 %).
En 2021, la production canadienne représentait  8,9 % du total mondial, au 2e rang mondial derrière la Chine (31,5 %) et devant le Brésil (8,0 %). Sa part dans la production canadienne d'électricité se maintient à environ 60 %.
En 2020, la production canadienne représentait 8,8 % du total mondial, au 3e rang mondial derrière la Chine (1 355 TWh) et le Brésil (409,5 TWh).
En 2019, la production hydroélectrique du Canada représentait 9,2 % du total mondial, au 2e rang mondial derrière la Chine et devant le Brésil. Sa part dans la production canadienne d'électricité atteint 61 % et devrait passer à 62 % en 2030 grâce à une croissance prévue de 9 % par rapport à 2019.
Elle représentait 64 % de la production d'électricité du pays en 2017.
En 2016, la production canadienne représentait  9,3 % du total mondial, au 3e rang mondial derrière la Chine (1 180,7 TWh) et le Brésil (410,24 TWh) ; elle représentait 62 % de la production d'électricité du pays.

## Puissance installée

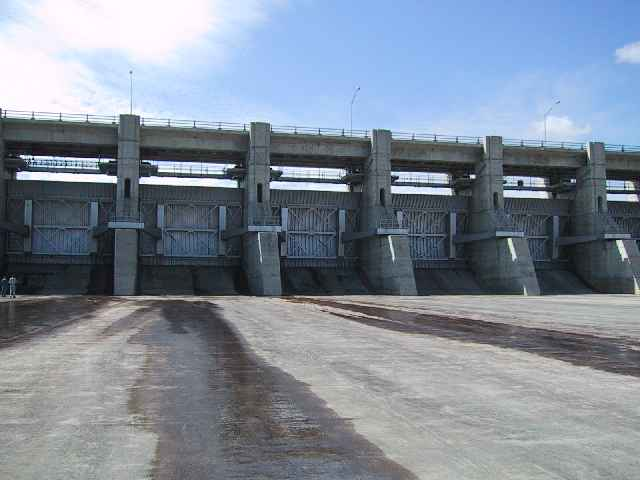
Déversoir du Barrage Gardiner au Saskatchewan.

La puissance installée des centrales hydroélectriques du Canada atteignait 84 300 MW fin 2024, soit 5,8 % du total mondial, au 4e rang mondial, derrière la Chine (435 950 MW), le Brésil (109 982 MW) et les États-Unis (102 096 MW) ; les centrales de pompage-turbinage totalisent seulement 177 MW au Canada contre 22 266 MW aux États-Unis et 58 690 MW en Chine. En 2024, le Canada a été le 8e marché mondial avec 360 MW de mises en service, loin derrière la Chine (14 410 MW) et la Tanzanie (1 880 MW). Deux des six unités de la centrale du Site C ont été mises en service ; cette centrale de 1 100 MW accroitra de 8 % la capacité de la province de Colombie-Britannique lorsqu'elle sera complètement opérationnelle à l'automne 2025. Les premiers ministres du Québec et de Terre-Neuve-et-Labrador ont conclu un accord pour collaborer sur des projets communs par des coentreprises, en particulier pour accroître la capacité du site de Churchill Falls et construire un nouvel aménagement à Gull Island, soit au total 3 900 MW. En Nouvelle-Écosse a été initié l'étude de faisabilité d'un projet de reconversion d'une mine désaffectée en centrale de pompage-turbinage.
La puissance installée des centrales hydroélectriques du Canada atteignait 83 312 MW fin 2023, soit 5,9 % du total mondial, au 4e rang mondial, derrière la Chine (421 540 MW), le Brésil (109 896 MW) et les États-Unis (102 120 MW). En 2023, le Canada n'a enregistré aucune mise en service, mais l'achèvement du barrage du Site C (1 100 MW), le 3ème sur la Peace River, dont la centrale devrait être mis en service en 2025 après dix ans de travaux et produire 5,1 TWh par an. Hydro-Québec a publié son plan d'action 2035 qui prévoit le doublement de sa production d'électricité d'ici 2050 grâce à la réalisation de 3 800 à 4 200 MW d'augmentations de capacité des centrales existantes et de constructions de nouvelles centrales, dont une centrale de pompage-turbinage.
La puissance installée des centrales hydroélectriques du Canada atteignait 83 312 MW fin 2022, soit 6,0 % du total mondial, au 4e rang mondial, derrière la Chine (414 811 MW), le Brésil (109 778 MW) et les États-Unis (102 009 MW) ; les centrales de pompage-turbinage totalisent seulement 177 MW au Canada contre 22 008 MW aux États-Unis et 44 741 MW en Chine. En 2022, le Canada a été le 3e marché mondial avec 1 012 MW de mises en service, derrière la Chine (23 811 MW) et le Laos (1 100 MW). La centrale de Keeyask, au Manitoba (695 MW), a été achevée en 2022 avec la mise en service des deux dernières de ses sept unités, ainsi que la centrale Romaine 4, au Québec (245 MW) ; la cascade de quatre centrales totalise 1 550 MW. La construction du projet Peace River Site C (1 100 MW) se poursuit en Colombie britannique, sa mise en service est prévue en 2025 ; le Labrador propose d'augmenter l'équipement de la centrale de Bay d'Espoir (604 MW), en fonctionnement depuis plus de 50 ans. Canadian TC Energy Corporation développe deux projets de pompage-turbinage : Ontario Pumped Storage Project (1 GW), qui devrait être mis en service en 2030, et Canyon Creek Pumped Hydro (75 MW) dans l'Alberta.
En 2021, le Canada a été le 2e marché mondial derrière la Chine avec 924 MW de mises en service, dont en particulier quatre unités supplémentaires à la centrale de Keeyask, au Manitoba (695 MW), où les deux dernières unités doivent entrer en service en 2022, et la centrale de Muskrat Falls, au Labrador (824 MW). Près de 3 GW sont en construction.
Les mises en service de 2020 se sont élevées à 275 MW, avec en particulier la connexion au réseau de la première unité de la centrale de Lower Churchill au Labrador. Plus de 4 GW de projets sont en cours de construction. En avril 2020, le gouvernement a présenté un projet de relance verte incluant 33 millions $ d'investissements en développements hydroélectriques sur 3 ans, dont le projet d'extension d'Atlin au Yukon et l'étude de faisabilité du projet « Kivalliq HydroFibre Link » au Nunavut.
Fin 2019, cette puissance installée atteignait 81 386 MW ; c'est le 4e parc hydroélectrique mondial, avec 6,2 % du total mondial. Il n'y a pas eu de mise en service de nouvelle centrale en 2019.
En 2018, les travaux ont progressé sur les quatre projets majeurs : le barrage du Site C, en Colombie britannique, qui après son achèvement en 2024 produira 5 300 GWh/an ; Muskrat Falls, au Labrador, qui après son achèvement en 2024 produira 4 900 GWh/an ; Keeyask, au Manitoba, qui après son achèvement en 2021 produira 4 400 GWh/an et La Romaine 4, au Québec, première phase du projet de La Romaine qui produira 8 000 GWh/an. Romaine 3 (395 MW) a été mise en service fin 2017. Le projet de pompage-turbinage de Canyon Creek (75 MW) en Alberta a reçu son autorisation officielle.
En 2017, 139 MW ont été mis en service, dont le projet Peter Sutherland (28 MW) en Ontario et deux centrales en Colombie britannique sur le Boulder Creek (25 MW) et le cours supérieur du Lillooet (81 MW).
En 2016, les projets en cours de construction totalisaient plus de 3 000 MW, dont quatre projets majeurs :
- barrage du Site C, en cours de construction depuis 3 ans par BC Hydro sur la Rivière de la Paix dans le nord de la Colombie britannique, dont les six turbines de 177 MW totaliseront 1 100 MW en 2024.
- Keeyask, en construction par Manitoba Hydro depuis 2015 sur le fleuve Nelson dans le nord du Manitoba : 695 MW en 2021.
- le projet de la Romaine, en construction par Hydro-Québec sur la rivière Romaine dans le nord-est du Québec : après la mise en service des centrales Romaine-2 (640 MW) en 2014 et Romaine-1 (270 MW) en 2015, la construction de Romaine-3 (395 MW) s'achèvera en 2017 et celle de Romaine-4 (245 MW) en 2020.
- Muskrat Falls, en construction par Nalcor sur le cours inférieur de la rivière Churchill au Labrador, dont les 824 MW devraient être mis en service en 2019.

Plusieurs petits projets ont été terminés en 2016, dont Gitchi Animki (18,9 MW) dans le nord de l'Ontario ainsi que Big Silver Creek (40,6 MW) et Jimmie Creek (62 MW) ; des projets de réhabilitation et modernisation sont en cours à la centrale John Hart en Colombie britannique et dans 4 centrales anciennes au Québec : Beauharnois, Manic 5, Rapide-2 et Rapide-7.
Le Canada a mis en service 700 MW au cours de l'année 2015, dont la centrale de La Romaine-1 (270 MW) en décembre au Québec ; au total, le complexe de La Romaine aura une puissance de 1 550 MW. En Colombie britannique a été mise en service l'extension de 355 MW de la centrale de Waneta. Des projets de 4 000 MW sont en 2015 dans leur phase de construction ou près d'y entrer, alors que 7 000 MW supplémentaires ont été annoncés ou sont à une étape de planification préliminaire.
Au cours de l'année 2014, 1 995 MW ont été mis en service, dont la centrale de La Romaine-2 (640 MW) au Québec et le 5e groupe (520 MW) de la centrale de Mica Creek en Colombie-Britannique, projet réalisé en collaboration avec la première nation Secwepemc. Le projet de la partie inférieure de la rivière Mattagami (438 MW) a été achevé au début de 2015 ; ce complexe de quatre centrales, le plus important depuis 50 ans dans le nord de l'Ontario, a été développé en partenariat avec la première nation Moose Cree.

## Répartition géographique

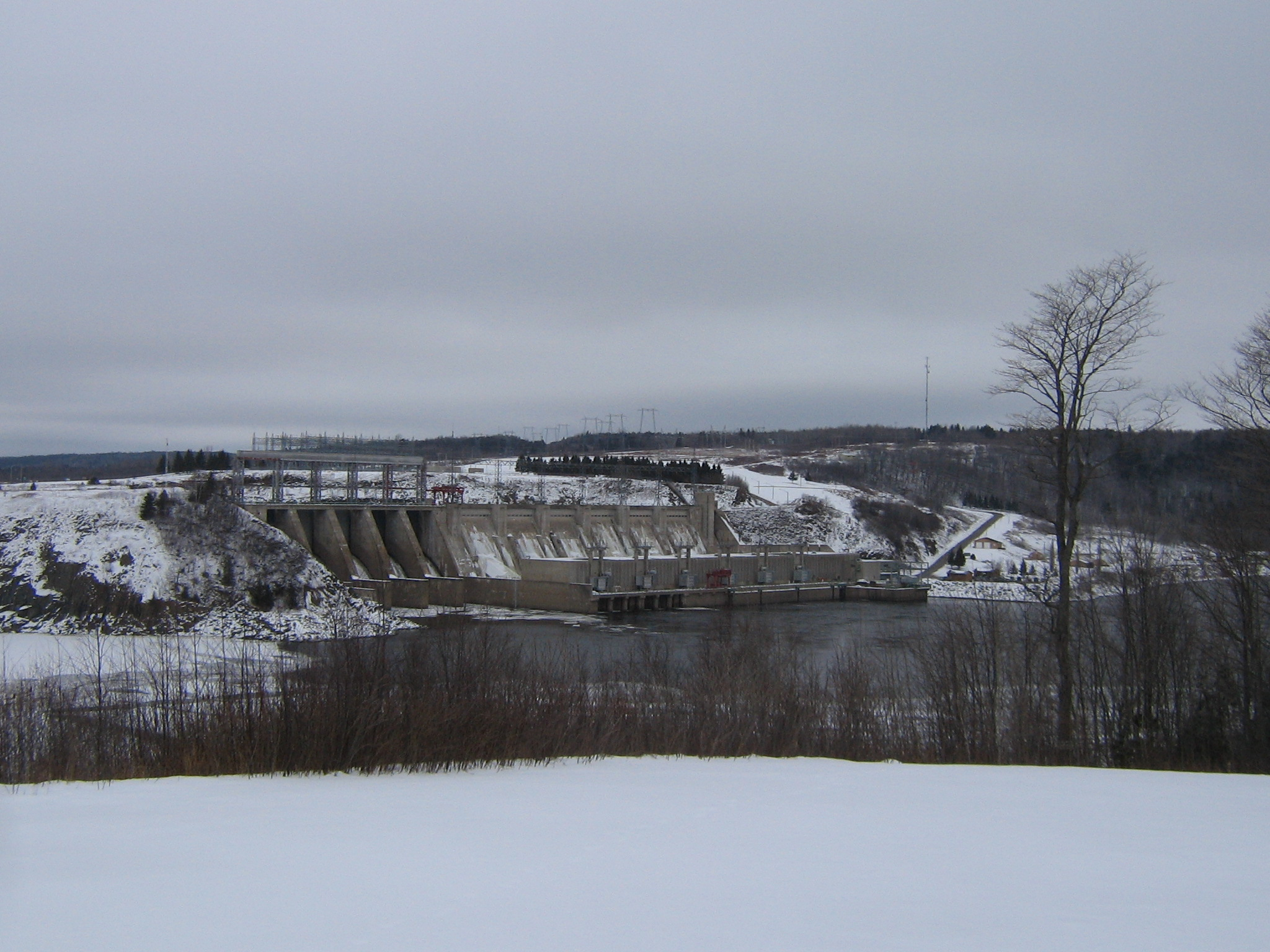
Centrale de Mactaquac, sur le fleuve Saint-Jean, au Nouveau-Brunswick, 2006.

En 2021, le Québec produit 94 % de son électricité à partir de centrales hydroélectriques (41 487 MW), la Colombie-Britannique 89 % (15 953 MW), l'Ontario 24 % (9 264 MW), Terre-Neuve-et-Labrador 97 % (environ 7 700 MW), le Manitoba 96 % (6 100 MW).
Le potentiel technique, réparti assez également dans l'ensemble du pays, a jusqu'ici (2014) été utilisé surtout au Québec (38 400 MW) et en Colombie-Britannique (13 800 MW), et à un moindre degré en Ontario (8 500 MW), à Terre-Neuve-et-Labrador (6 800 MW) et au Manitoba (5 000 MW).
Le Canada comptait en 2011 environ 475 centrales hydroélectriques, dans toutes les provinces ; mais cinq provinces produisent plus de 95 % du total : Québec, Colombie-Britannique, Ontario, Manitoba et Terre-Neuve-et-Labrador. La puissance installée des petites centrales (< 10 MW) était au total de 1 001 MW en 2011, avec une production annuelle estimée à 4 650 GWh, et 188 MW étaient en projet (873 GWh).
Les sociétés de la Couronne, chargées dans chaque province par le gouvernement provincial de l'exploitation des systèmes d'électricité, ont massivement investi dans la construction d'installations hydroélectriques sur leur territoire durant les années 1960 et 1970. BC Hydro a construit les barrages Gordon M. Shrum sur la rivière de la Paix (2 730 MW) et les aménagements de Mica (1 805 MW) et de Revelstoke (1 980 MW), sur le fleuve Columbia. Manitoba Hydro a aménagé trois ouvrages sur le fleuve Nelson : les centrales de Kettle, Long Spruce et Jenpeg, pour une puissance combinée de plus de 2 300 MW, CF(L)Co construisait la centrale de Churchill Falls (5 428 MW) et même Énergie NB (Nouveau-Brunswick) aménageait le fleuve Saint-Jean à Mactaquac  (672 MW), près de Fredericton.
C'est cependant au Québec que l'activité de construction de nouveaux ouvrages hydroélectriques a été la plus soutenue. Entre 1965 et 1984, Hydro-Québec met successivement en service les 7 centrales du projet Manic-Outardes, un complexe de 6 224 MW sur la Côte-Nord, puis les trois premières centrales du projet de la Baie-James sur la Grande Rivière (10 282 MW).

### Québec

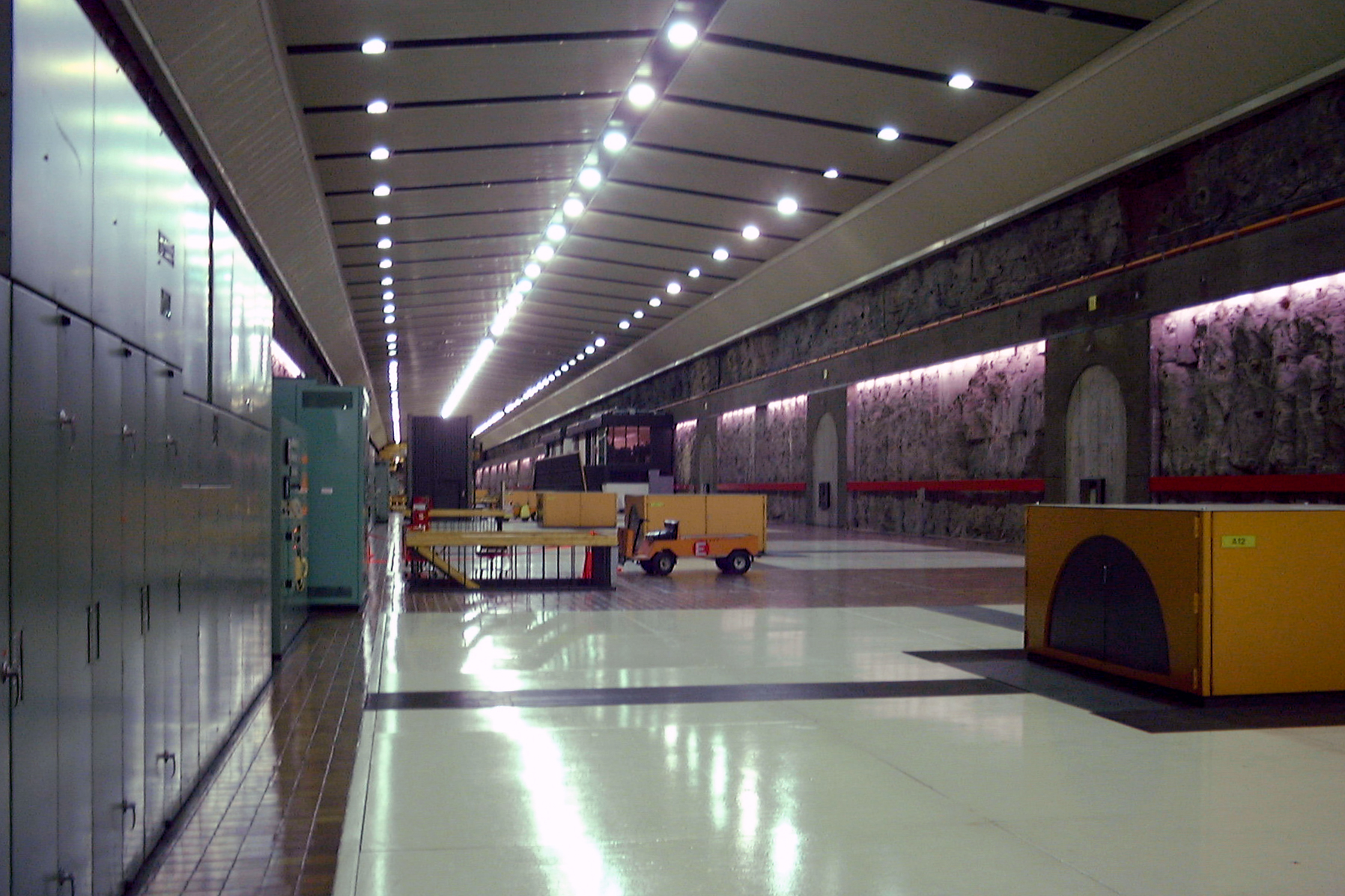
L'intérieur de la centrale Robert-Bourassa. D'une capacité de 5616 mégawatts, cette centrale souterraine inaugurée en 1979 est l'une des plus puissantes au monde.

L'électricité au Québec est de source essentiellement hydraulique. En 2014, le Québec disposait de centrales hydroélectriques d'une puissance combinée de 40 034 MW, soit 92 % du total de 43 454 MW ; les producteurs publics (Hydro-Québec) avaient 36 158 MW, les producteurs privés 492 MW et les industries 3 383 MW (autoproduction). Ces centrales ont produit 197,2 TWh en 2014 (98,7 % du total).
La société de la Couronne Hydro-Québec détient un quasi-monopole sur le développement de la filière. Des petits producteurs vendent leur production à Hydro-Québec en vertu d'engagement à long terme : 4 644 MW en 2015, dont 3 260 MW de parcs éoliens. La société d'État dispose également de la presque totalité de la production de la centrale de Churchill Falls au Labrador (5 428 MW) en vertu d'un contrat de 75 ans qui viendra à échéance en 2041.
Lors de la nationalisation de 1963, le gouvernement du Québec a épargné une vingtaine d'entreprises manufacturières qui produisaient de l'électricité pour leurs propres besoins. Cette décision fait en sorte que Rio Tinto Alcan est le deuxième producteur d'hydroélectricité au Québec, avec une puissance installée de 2 472 MW en 2015 dans la région de Lac Saint-Jean, avec en particulier les centrales de Shipshaw (947 MW) et de Chute-des-Passes (833 MW). D'autres grandes entreprises industrielles possèdent des centrales qui alimentent leurs installations, dont Alcoa : 133 MW à la Manicouagan. Certains acteurs secondaires du secteur énergétique, comme Énergie Brookfield, Innergex, Boralex et Algonquin Power Fund, se sont spécialisés dans la construction et l'exploitation de petites centrales hydroélectriques et la réfection de centrales désaffectées. Enfin, certains exploitants de réseaux municipaux d'électricité — en particulier les villes de Sherbrooke, Saguenay, Magog et Coaticook — exploitent de petites centrales au fil de l'eau situées sur leur territoire.
Hydro-Québec possède 63 centrales hydroélectriques d'une puissance totale de 36 370 MW, aménagées sur 13 des 430 bassins versants du Québec, dont le fleuve Saint-Laurent et les rivières des Outaouais, Gatineau, Saint-Maurice, aux Outardes, Manicouagan et La Grande. Les huit centrales installées dans ce dernier bassin versant fournissent plus de 43 % de toute l'électricité produite au Québec.
Grâce à sa production hydroélectrique, 99 % de l'électricité produite est renouvelable. Depuis le début des années 2000, Hydro-Québec commercialise une part grandissante de sa production sur les marchés de gros hors Québec ; en 2015, ces exportations ont atteint 29,3 TWh, en progression de 15 % ; elles vont pour 51 % aux États de Nouvelle-Angleterre, 24 % à l'État de New-York, 12 % à l'Ontario et 8 % au Nouveau-Brunswick.
Une dizaine de grands ouvrages ont été construits entre 1959 et 1984, période caractérisée par la construction de complexes hydroélectriques majeurs du projet Manic-Outardes (7 305 MW, 1959-1978) et du projet de la Baie-James (phase I : 10 282 MW, 1973-1985).
Après une réduction du rythme de ses investissements en nouveaux équipements de production durant les années 1990, Hydro-Québec a repris son programme de construction depuis 2002, avec la mise en service de la centrale du Rocher-de-Grand-Mère (230 MW) en 2004 ; centrale de la Toulnustouc en 2005 (526 MW) ; aménagement de l'Eastmain-1 en 2007 (480 MW) ; centrale de la Péribonka (385 MW) et centrale Mercier en 2008 (50,5 MW) ; centrale des Rapides-des-Cœurs (76 MW) et centrale de la Chute-Allard (62 MW) en 2009 ; Eastmain-1-A (768 MW) en 2012 et Sarcelle (150 MW) en 2013.
La construction des quatre nouvelles centrales du projet de la Romaine sur la rivière Romaine, au nord-est de Havre-Saint-Pierre a débuté le 13 mai 2009. Les ouvrages de ce complexe sont conçus pour livrer 1 550 MW supplémentaires au réseau québécois. Leur mise en service est prévue entre 2014 et 2020,. La centrale de la Romaine-2 (640 MW) a été mise en service en 2014 et celle de la Romaine-1 (270 MW) en novembre 2015 ; l'achèvement du chantier de la Romaine-3 (395 MW) est prévu pour 2017, et la Romaine-4 (245 MW) est (fin 2015) au stade de l’ingénierie de détail.

Principales centrales hydroélectriques au Québec
Carte du projet de la Baie-James, 2012.
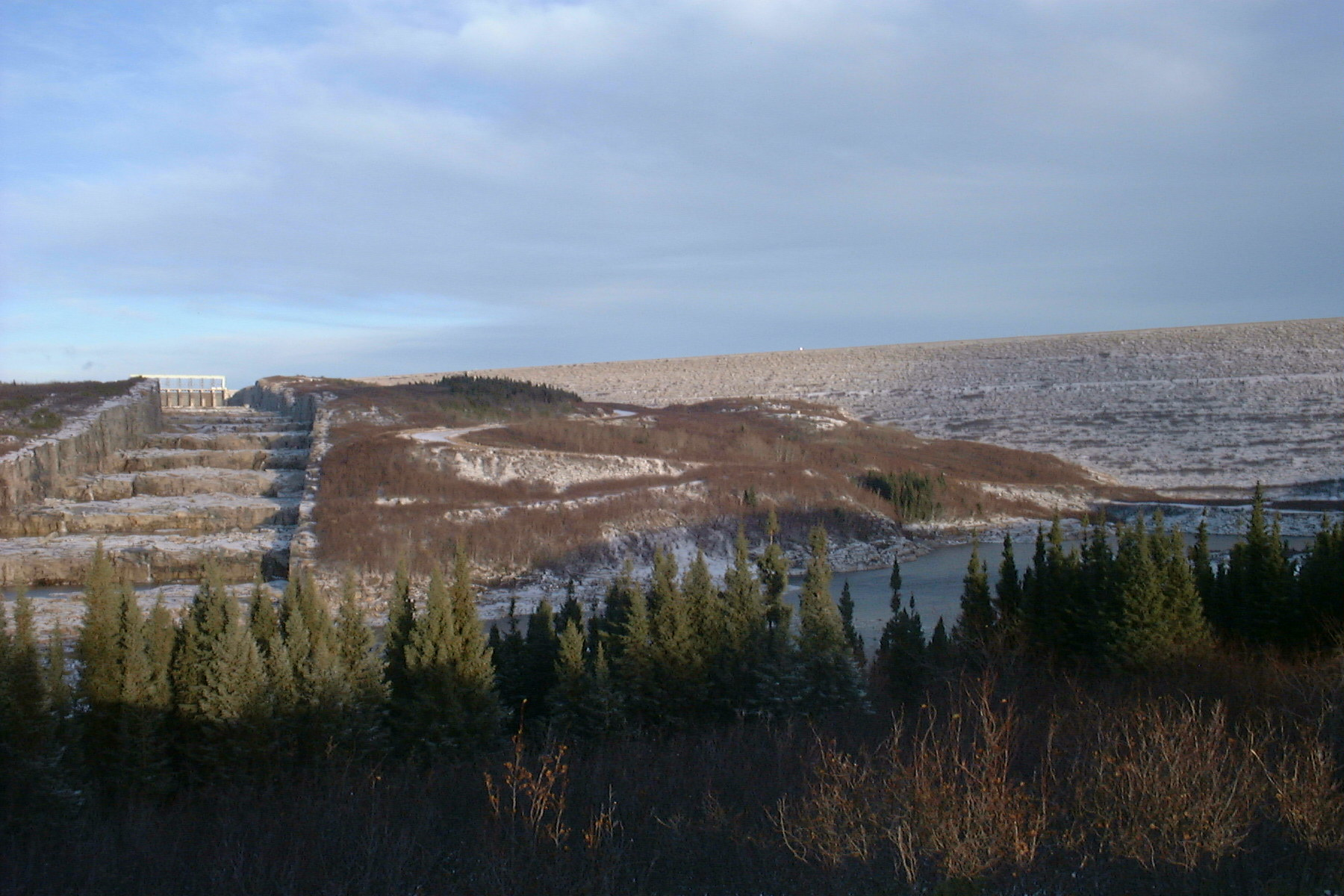
Barrage Robert-Bourassa et son évacuateur de crues, 2000.
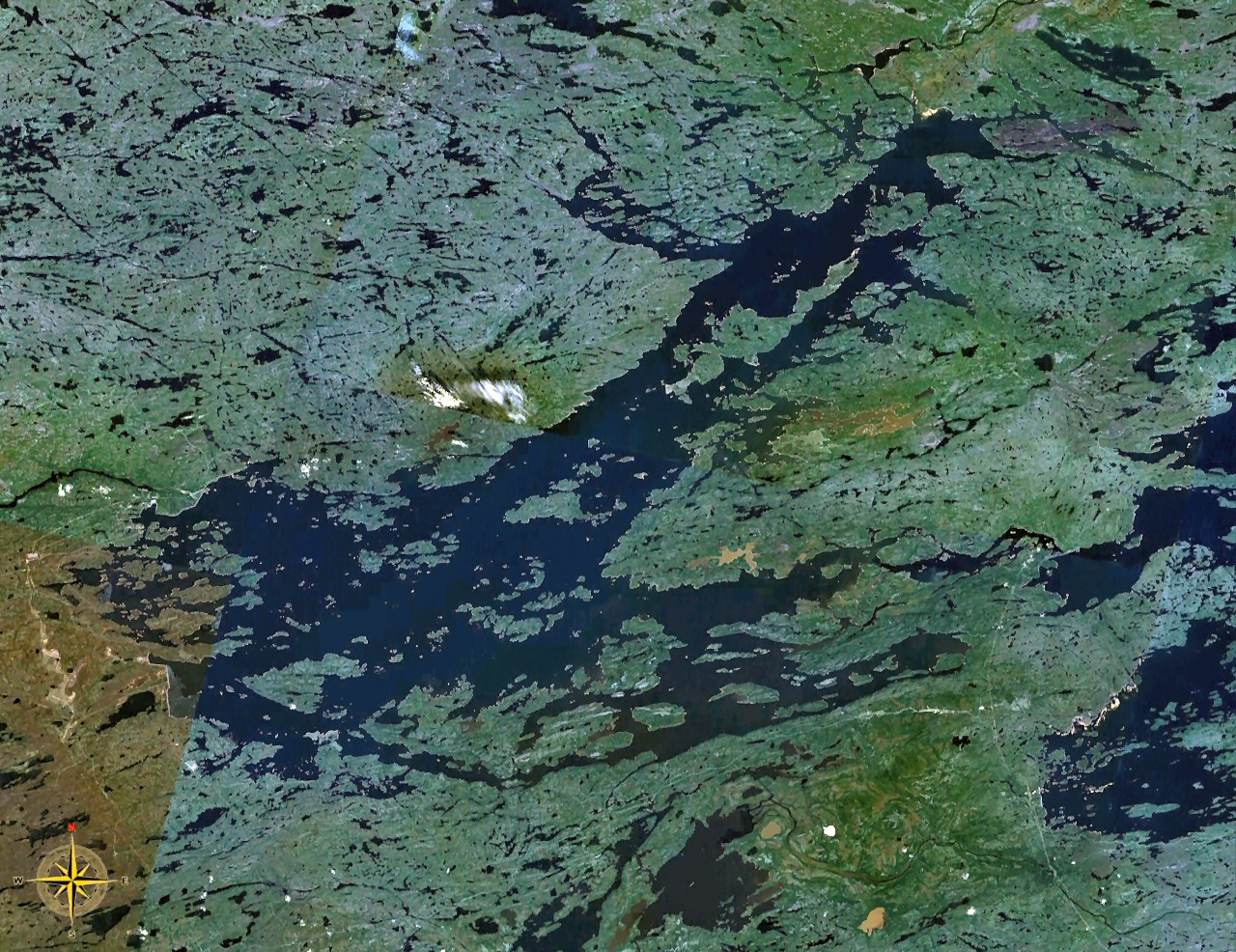
Réservoir Robert-Bourassa, image satellite.
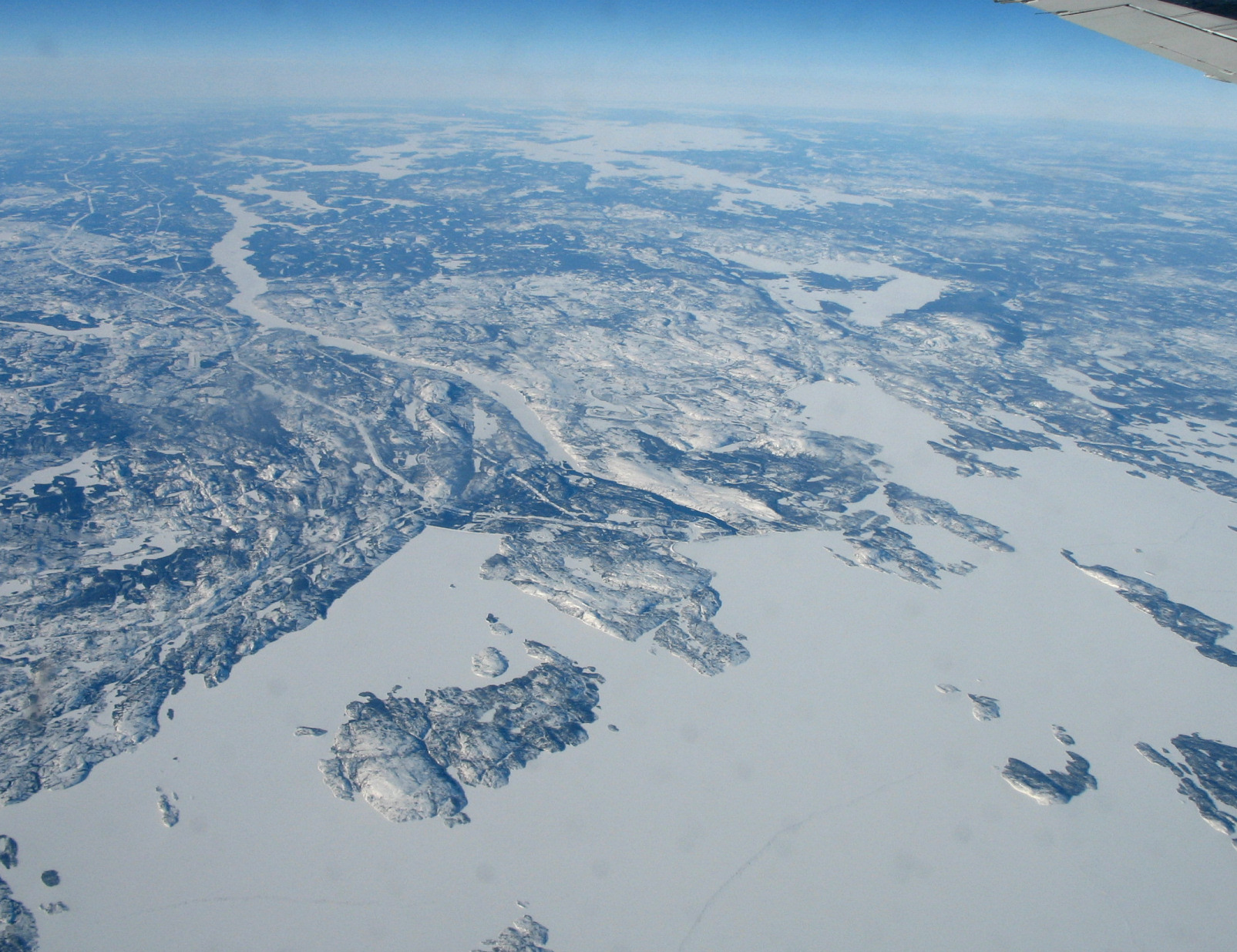
Vue aérienne du réservoir de la centrale La Grande-4 en 2006.
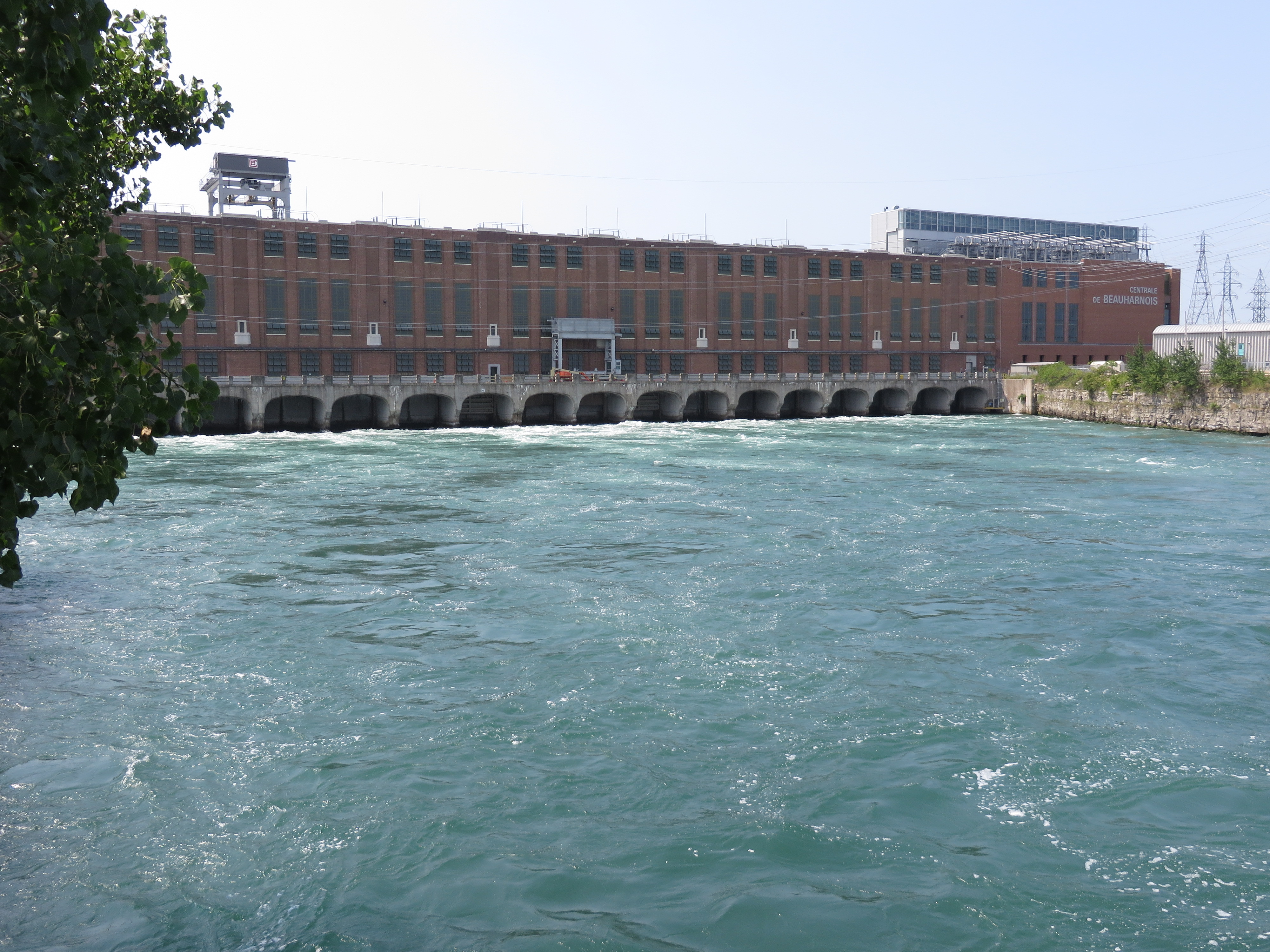
Centrale de Beauharnois en 2014.
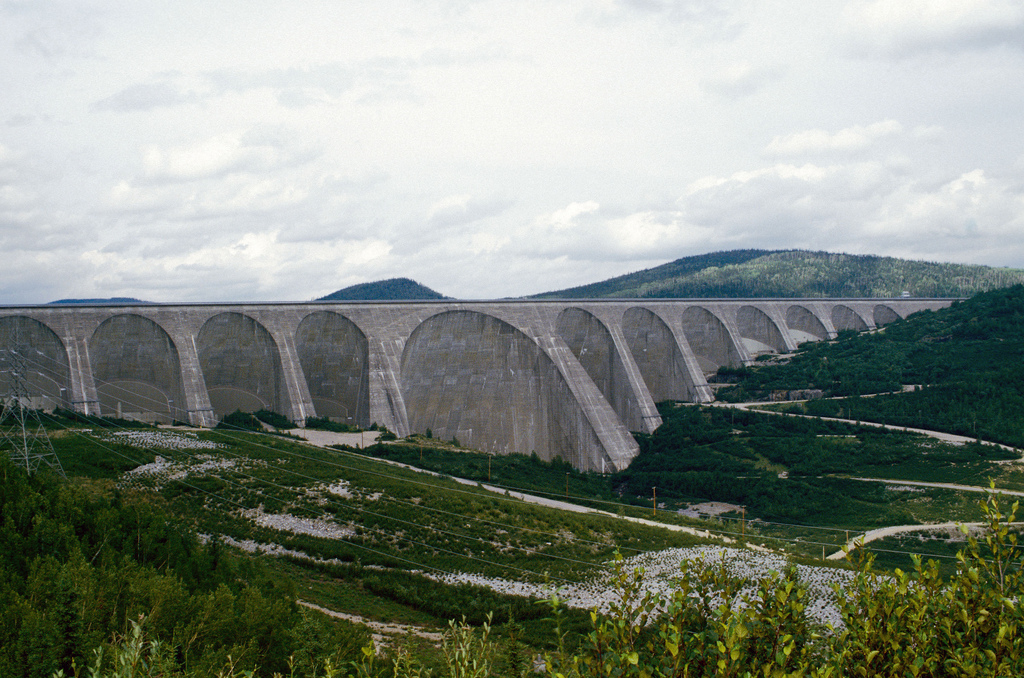
Barrage Daniel-Johnson qui alimente les centrales Manic-5 et Manic-5-PA.
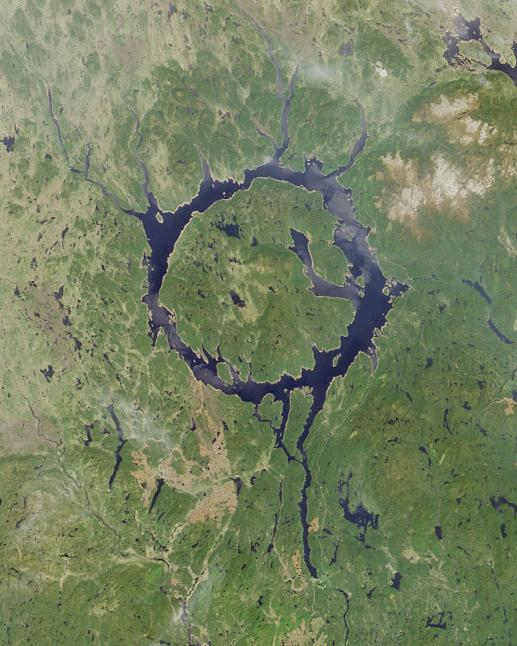
Réservoir Manicouagan, cratère météoritique qui a été inondé par l'édification du barrage Daniel-Johnson.
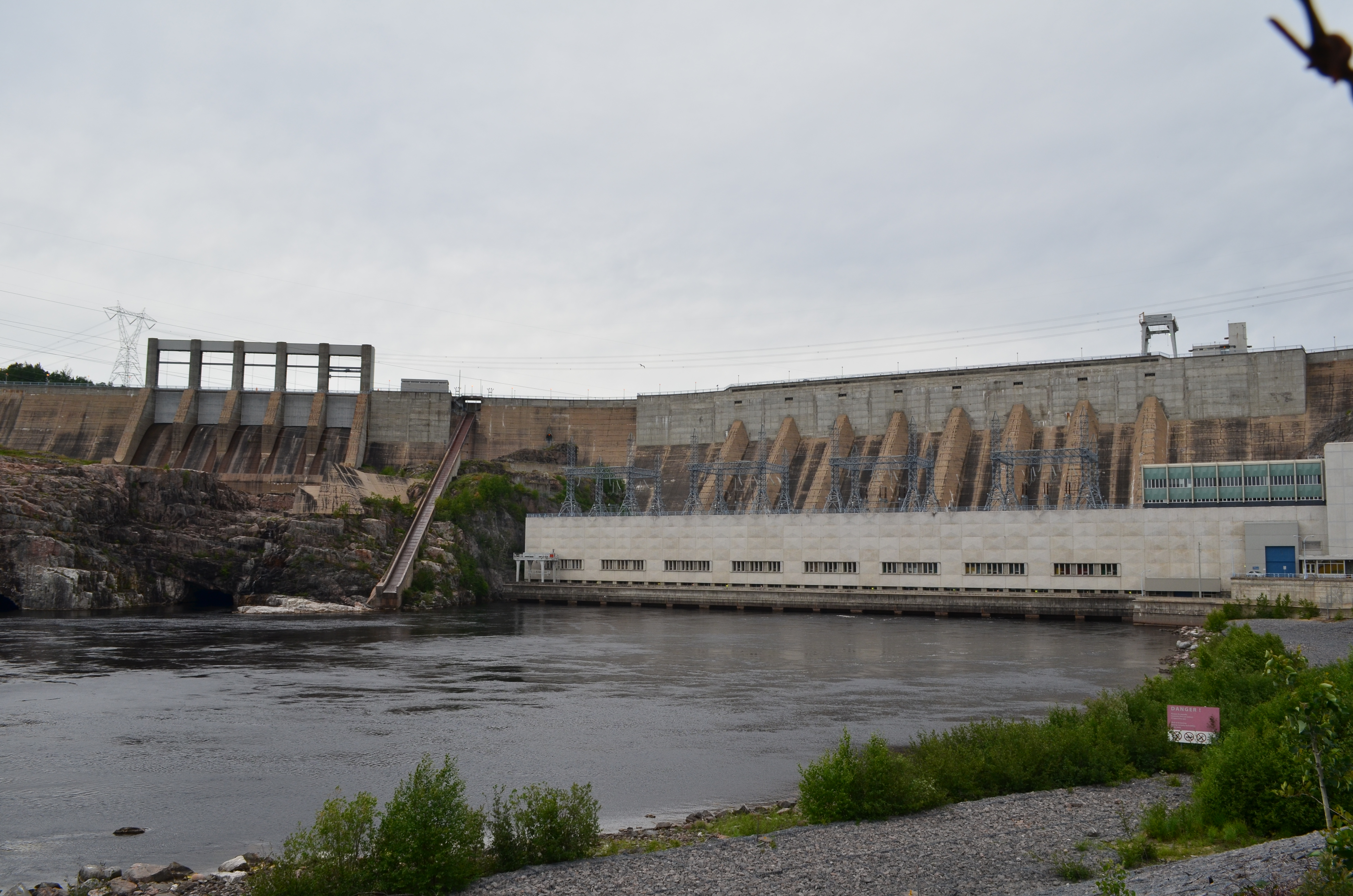
Centrale Jean-Lesage (Manic-2) en 2014.

| Nom                            | Cours d'eau          | Construction | Puissance MW |
| Aménagement Robert-Bourassa    | La Grande Rivière    | 1979-1981    | 5 616        |
| Centrale La Grande-4           | La Grande Rivière    | 1984-1986    | 2 779        |
| Centrale La Grande-3           | La Grande Rivière    | 1982-1984    | 2 417        |
| Centrale La Grande-2-A         | La Grande Rivière    | 1991-1992    | 2 106        |
| Centrale de Beauharnois        | Fleuve Saint-Laurent | 1932-1961    | 1 853        |
| Centrale Manic-5               | Rivière Manicouagan  | 1970-1971    | 1 596        |
| Centrale La Grande-1           | La Grande Rivière    | 1994-1995    | 1 436        |
| Centrale René-Lévesque         | Rivière Manicouagan  | 1975-1976    | 1 326        |
| Centrale Jean-Lesage (Manic-2) | Rivière Manicouagan  | 1965-1967    | 1 229        |
| Centrale Bersimis-1            | rivière Betsiamites  | 1956-1959    | 1 178        |
| Manic-5-PA                     | Rivière Manicouagan  | 1989-1990    | 1 064        |
| Centrale aux Outardes-3        | Rivière aux Outardes | 1969         | 1 026        |

Carte (à jour) du réseau et des centrales d'HydroQuébec : Grands équipements

### Colombie-Britannique
BC Hydro, société de la Couronne de la province de Colombie-Britannique, fondée en 1961, est responsable de la production, du transport et de la distribution de l'électricité dans la plupart des régions de la Colombie-Britannique ; sa production provient à 95 % de l'hydroélectricité, mais les producteurs indépendants assuraient fin 2014 environ 25 % des besoins d'électricité de la province : en octobre 2015, BC Hydro avait 105 accords d'achat d'électricité (Electricity Purchase Agreements) totalisant 4 606 MW de capacité et 18,9 TWh annuels, dont deux centrales à gaz, plusieurs de biomasse et biogaz, et un grand nombre de petites et moyennes centrales hydroélectriques, le gouvernement encourageant la construction de petites centrales hydroélectriques au fil de l'eau par des entrepreneurs privés. Ses 35 centrales hydroélectriques produisent plus de 90 % des 43 TWh annuels produits par BC Hydro ; plus de 80 % de la puissance installée de la compagnie sont composés de ses centrales des bassins de la rivière de la Paix et de la Columbia.
Le Traité du fleuve Columbia, signé en 1961 entre le Canada et les États-Unis, est une entente par laquelle le Canada s'engageait à construire trois barrages sur le fleuve Columbia (barrage Mica, barrage Duncan et barrage Keenleyside) pour prévenir les crues et maximiser la production d'énergie hydroélectrique pour les États-Unis, qui s'engageaient en contrepartie à payer une partie importante des investissements et à retourner la moitié de l'énergie produite.

Principales centrales hydroélectriques en Colombie-Britannique
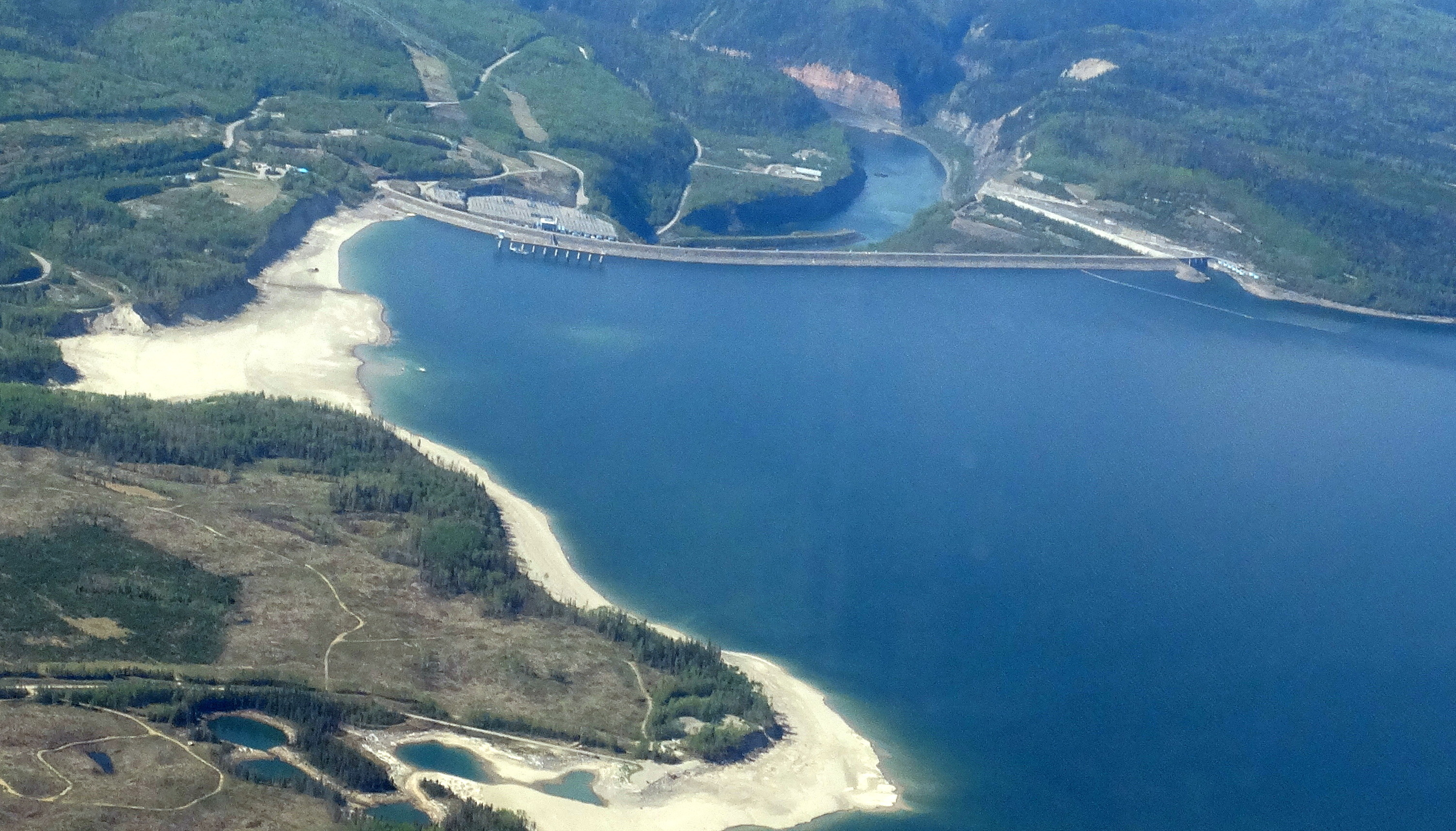
Barrage W. A. C. Bennett (centrale Gordon M. Shrum) en 2014.
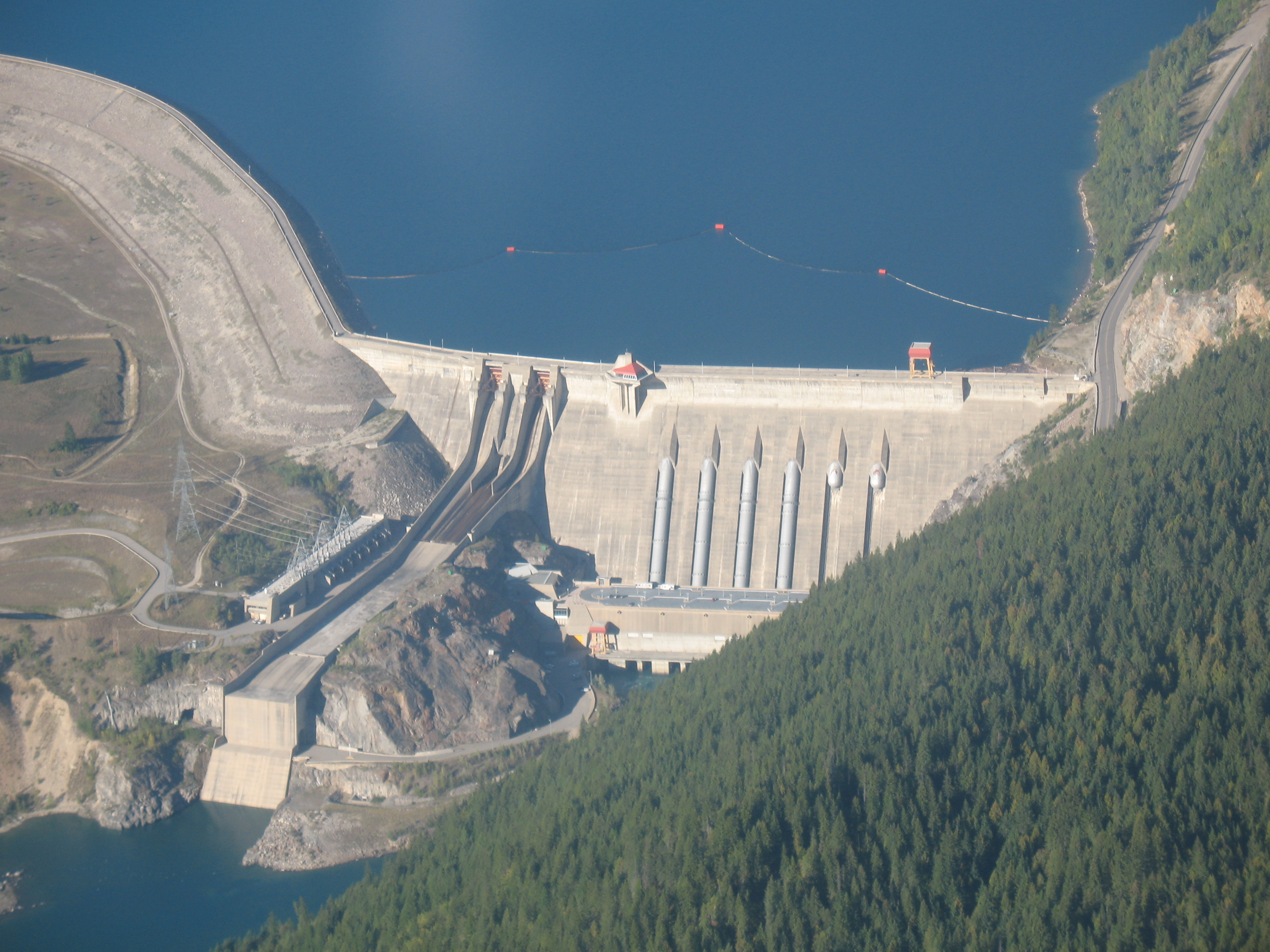
Barrage de Revelstoke en 2007.
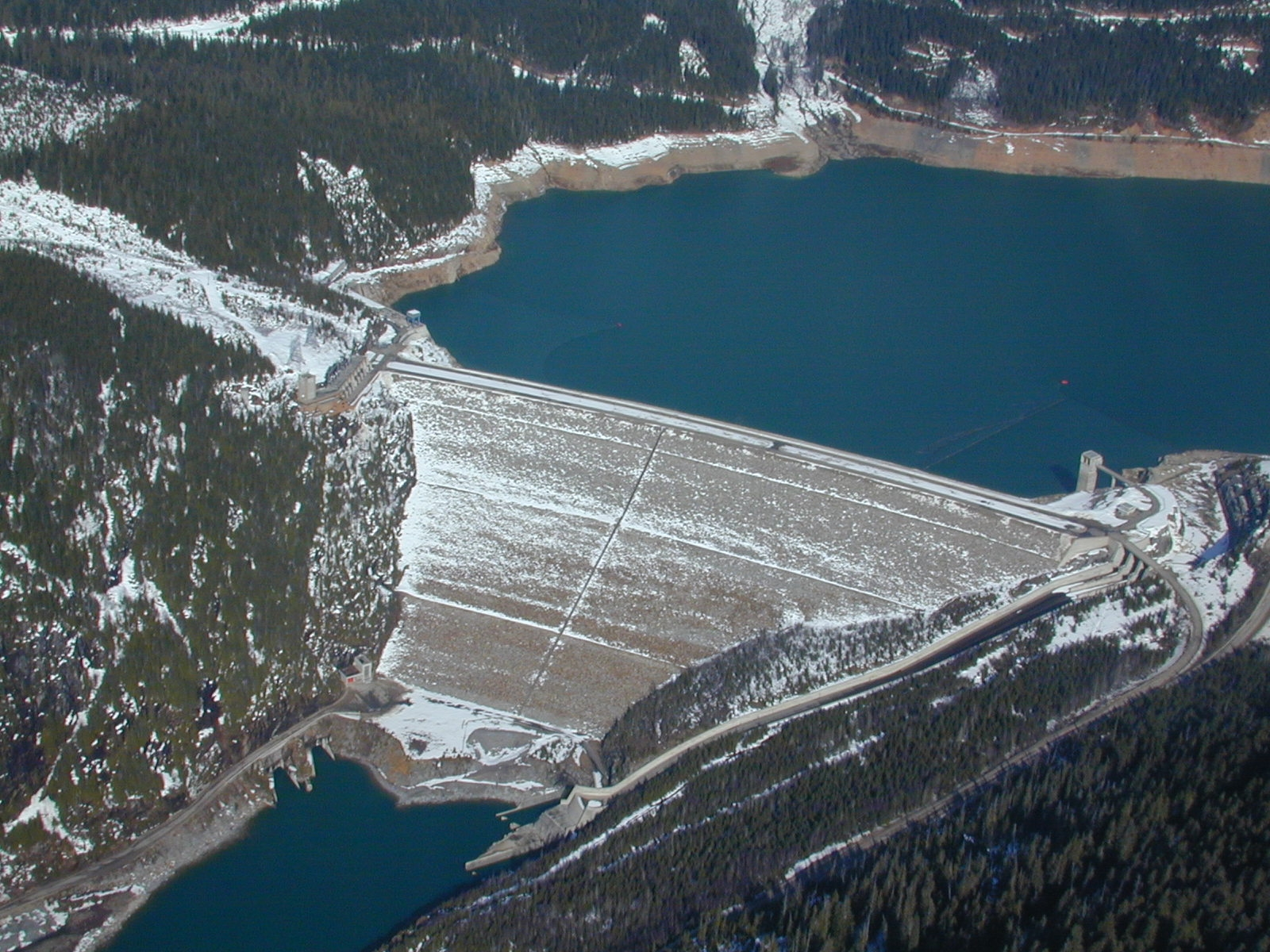
Barrage Mica en 2001.
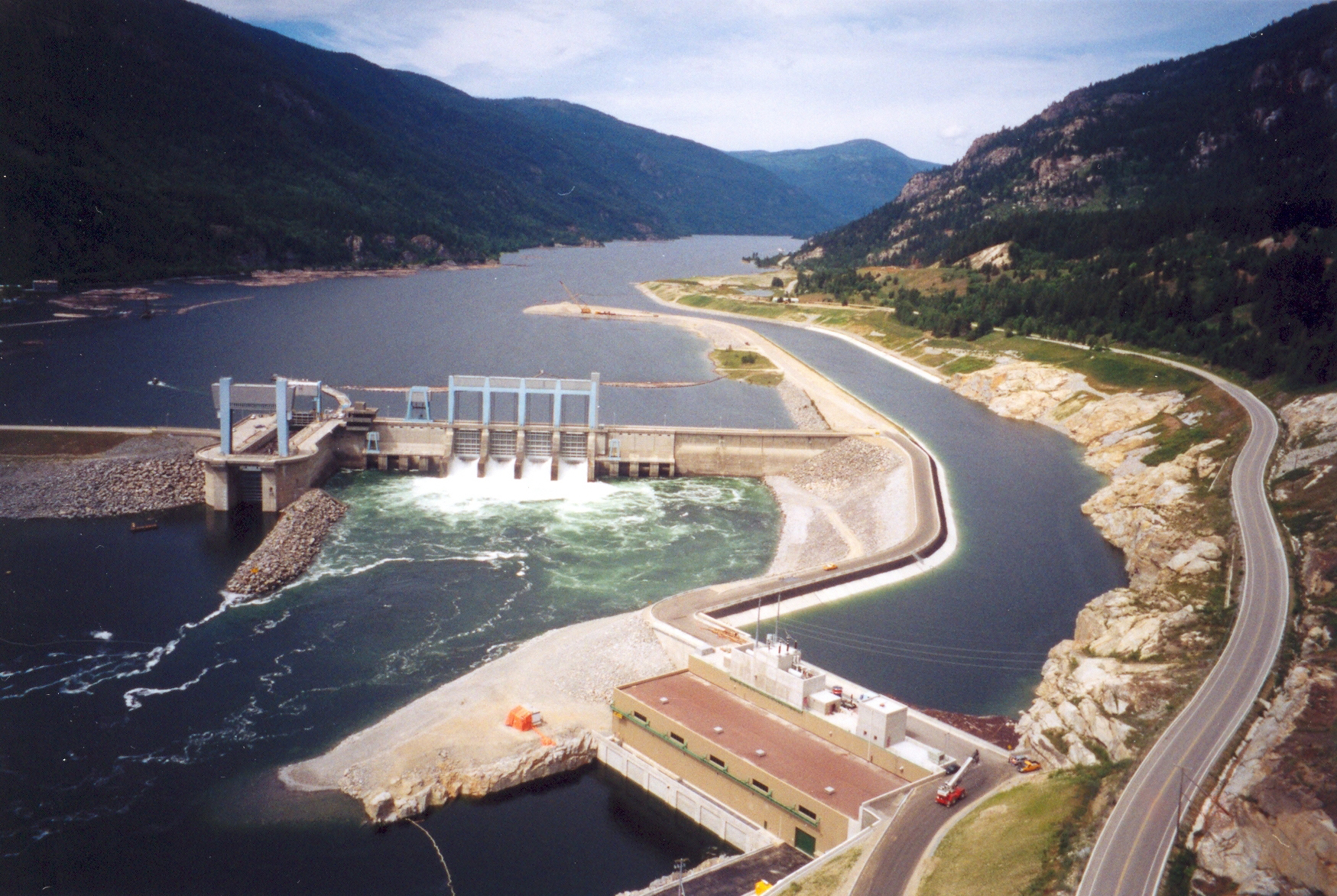
Barrage de Keenleyside construit dans les années 1960 à la suite de la signature du traité de la rivière Columbia. Une centrale de 185 MW a été ajoutée en 2002.

| Nom                       | Cours d'eau                                   | Construction              | Puissance MW |
| Centrale Gordon M. Shrum, | rivière de la Paix                            | 1961-1968                 | 2 730        |
| Barrage de Revelstoke,    | fleuve Columbia                               | 1984                      | 2 480        |
| Barrage Mica,             | fleuve Columbia                               | 1973-77+extension en 2015 | 2 805        |
| Seven Mile,               | rivière Pend Oreille, affluent de la Columbia | 1979                      | 805          |
| Peace Canyon,             | rivière de la Paix                            | 1980                      | 694          |
| Kootenay Canal            | rivière Kootenay, affluent de la Columbia     | 1976                      | 570          |
| Bridge River              | rivière Bridge, affluent du fleuve Fraser     | 1948-1960                 | 478          |

L'île de Vancouver compte six centrales d'une puissance totale de 459 MW, construites de 1911 à 1971
Le principal projet de BC Hydro est celui du Site C : construction d'un troisième barrage et d'une centrale de 1 100 MW sur la rivière de la Paix, près de Fort St. John. Le projet, connu sous le nom de Site C, était l'objet de discussion depuis des décennies. Il avait été rejeté une première fois au début des années 1990. Le projet a reçu les autorisations fédérale et provinciale en 2014 ; sa construction a commencé à l'été 2015 et sa mise en service est prévue pour 2024 ; il produira 3,1 TWh/an.
Parmi les producteurs indépendants d'hydroélectricité, les plus importants sont :
- la centrale hydroélectrique de Kitimat alimentée par le réservoir Nechako créé au début des années 1950 par le barrage Keeney réunissant plusieurs lacs existants afin d'alimenter l'usine Rio Tinto Alcan de production d'aluminium de Kitimat ; BC Hydro lui achète 896 MW (3,3 TWh/an) ;
- Waneta Expansion : 335 MW[33] ;
- Arrow Lakes Hydro : 185 MW[33].

### Ontario
Le gouvernement de l'Ontario a créé en 1906 la Hydro-Electric Commission of Ontario (HEPCO), que Sir Adam Beck a transformée en société de la Couronne de la province responsable de la production, du transport et de la distribution de la majeure partie de l'électricité dans la province. Au cours de la première moitié du XXe siècle, les centrales hydroélectriques Adam Beck sur la rivière Niagara fournissaient de l'électricité à bas coût à la province. Dans les années 1950 et 1960,  HEPCO construisit des centrales au charbon et dans les années 1970 et 1980 elle leur ajouta trois grandes centrales nucléaires, comprenant 20 réacteurs CANDU, qui produisaient la moitié de la consommation provinciale. Ces centrales avaient des coûts bien plus élevés que celles du Niagara. HEPCO, rebaptisée Ontario Hydro en 1972, fut très critiquée lorsque ses tarifs augmentèrent de 30 % en trois ans ; le gouvernement gela les tarifs puis lança un programme d'introduction de la concurrence ; en 1998, Ontario Hydro fut démantelée en trois entreprises, dont Ontario Power Generation, qui reçut la branche production, et en 2002 le marché de l'électricité fut ouvert à la concurrence.
En avril 2009, l'Assemblée législative de l'Ontario adopta la « loi sur l'énergie verte » (Green Energy Act), qui établit un régime de tarification incitative pour la construction de centrales d'énergie renouvelable, dont l'hydraulique.
Ontario Power Generation produit 78 TWh, soit environ 50 % de l'électricité de l'Ontario ; ses 65 centrales hydroélectriques totalisent 7 438 MW de puissance installée et ont produit 32,9 TWh en 2015. Ce parc comprend 29 centrales de petite taille construites sous le régime du « portefeuille vert », et 240 barrages sur 24 systèmes hydrographiques. La centrale la plus petite a une puissance de 800 kilowatts et la plus grande a plus de 1 400 mégawatts.

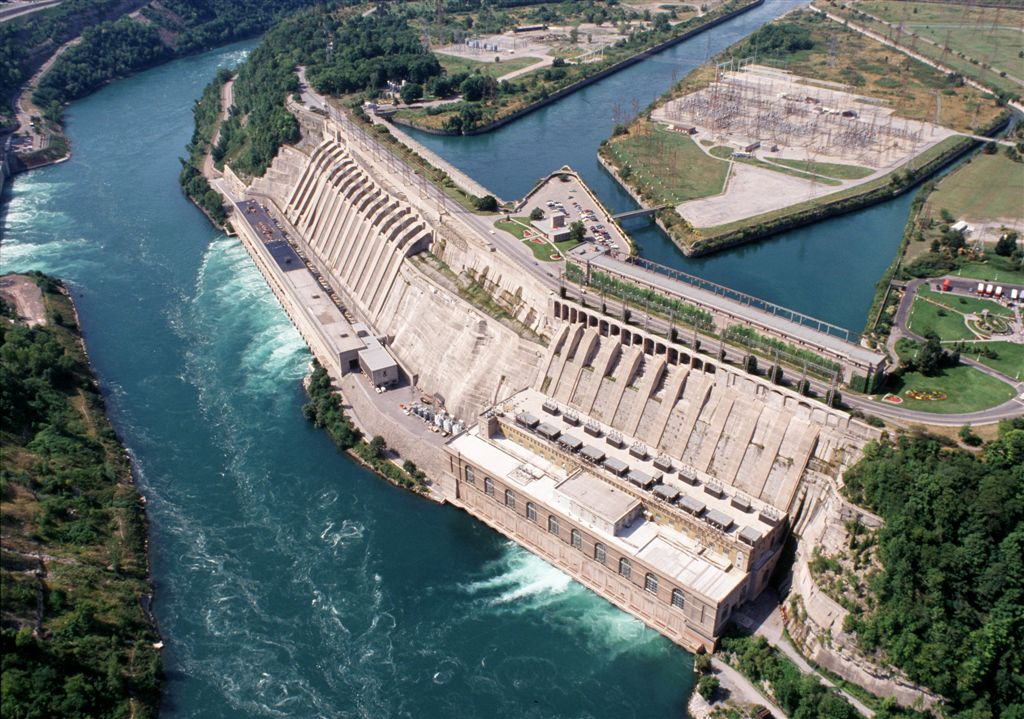
Complexe hydroélectrique Sir Adam Beck en 2007 : Sir Adam Beck I au Nord (à l'avant), Sir Adam Beck II à l'arrière-plan.

Le complexe hydroélectrique le plus important est celui des centrales Sir Adam Beck à Niagara Falls, comprenant :
- la centrale Sir Adam Beck I, mise en service de 1922 à 1930, dont les dix turbines développent une puissance de 437 MW[44] ;
- la centrale Sir Adam Beck II, mise en service en 1954 après la signature du Traité sur le détournement du Niagara entre le Canada et les États-Unis qui fixait le débit minimum à laisser passer pour assurer la beauté des chutes du Niagara selon les heures et les saisons ; les 16 turbines de la centrale assurent une puissance de 1 499 MW[45] ;
- la centrale de pompage-turbinage Sir Adam Beck, mise en service en 1957-58 avec 6 turbines réversibles d'une puissance totale de 174 MW[46].

La seule autre centrale de l'Ontario dépassant 1 000 MW est la centrale R.H.Saunders sur le fleuve Saint-Laurent : 16 turbines, 1 045 MW, mise en service en 1957-58.
On peut signaler également :
- la centrale Des Joachims : 429 MW, sur la rivière des Outaouais (Ottawa river), mise en service en 1950[48] ;
- la centrale d'Abitibi Canyon : 349 MW, sur la rivière Abitibi (bassin de la Baie James), mise en service en 1933-36 et 1959[49] ;
- la centrale de la Chute-des-Chats : 192 MW, sur la rivière des Outaouais, mise en service en 1931-32 ; traversée par la frontière Ontario-Québec, elle est exploitée conjointement par Ontario Power Generation et Hydro-Québec[50].

Quelques barrages en Ontario
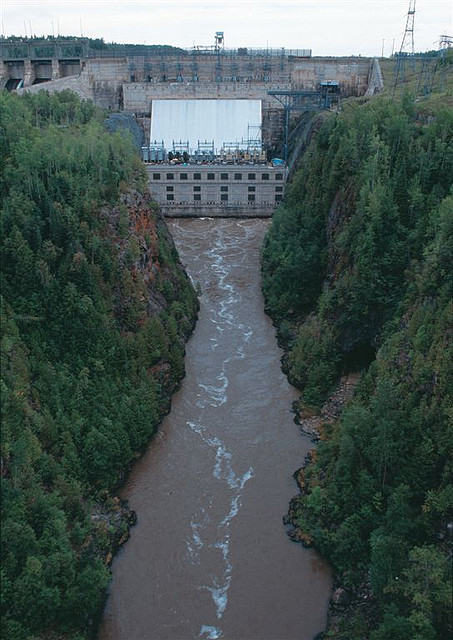
Centrale d'Abitibi Canyon (349 MW) sur la rivière Abitibi, 2013.
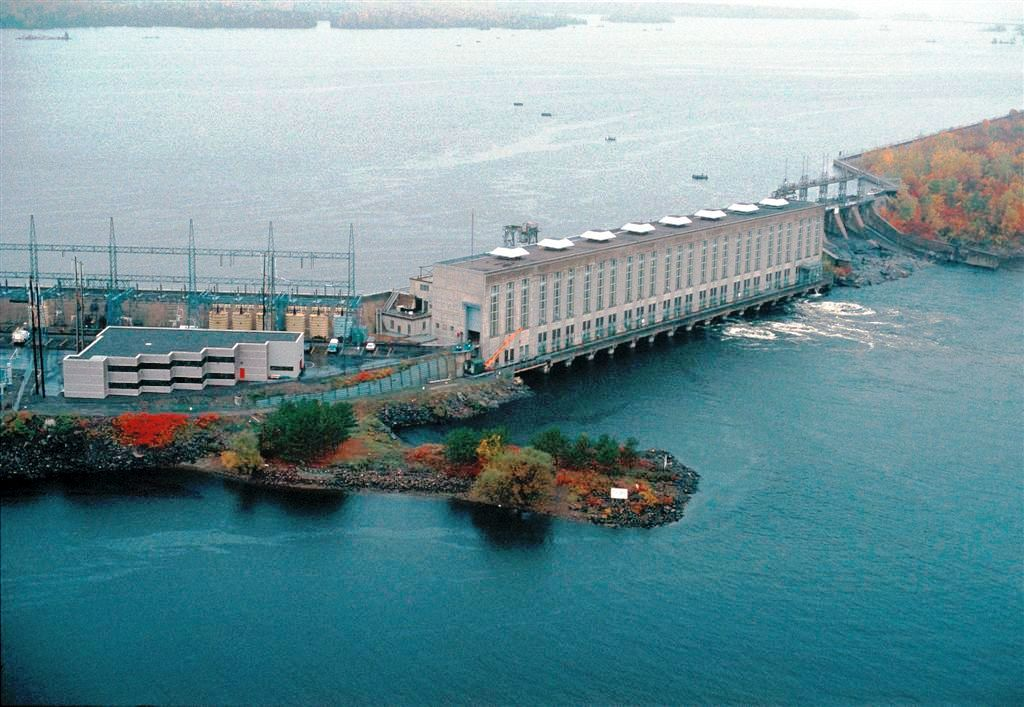
Centrale de la Chute-des-Chats (192 MW) sur la rivière des Outaouais, 2007.
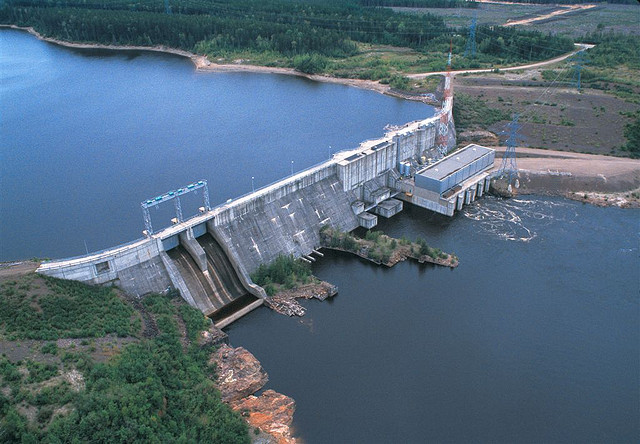
Centrale hydroélectrique Harmon (220 MW) sur la rivière Mattagami, 2007.
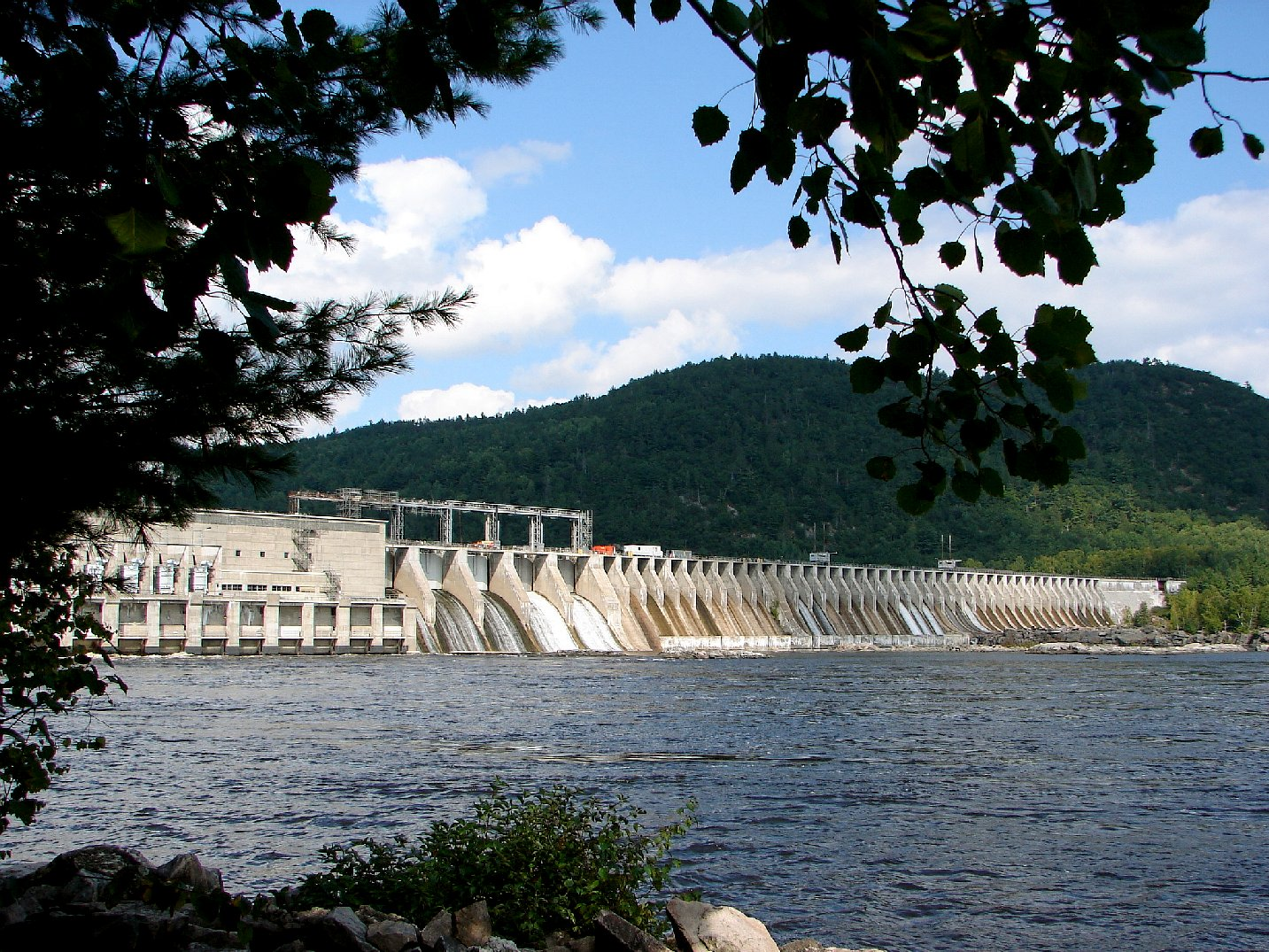
Centrale Otto Holden 243 MW sur la rivière des Outaouais à Mattawan, 2009.
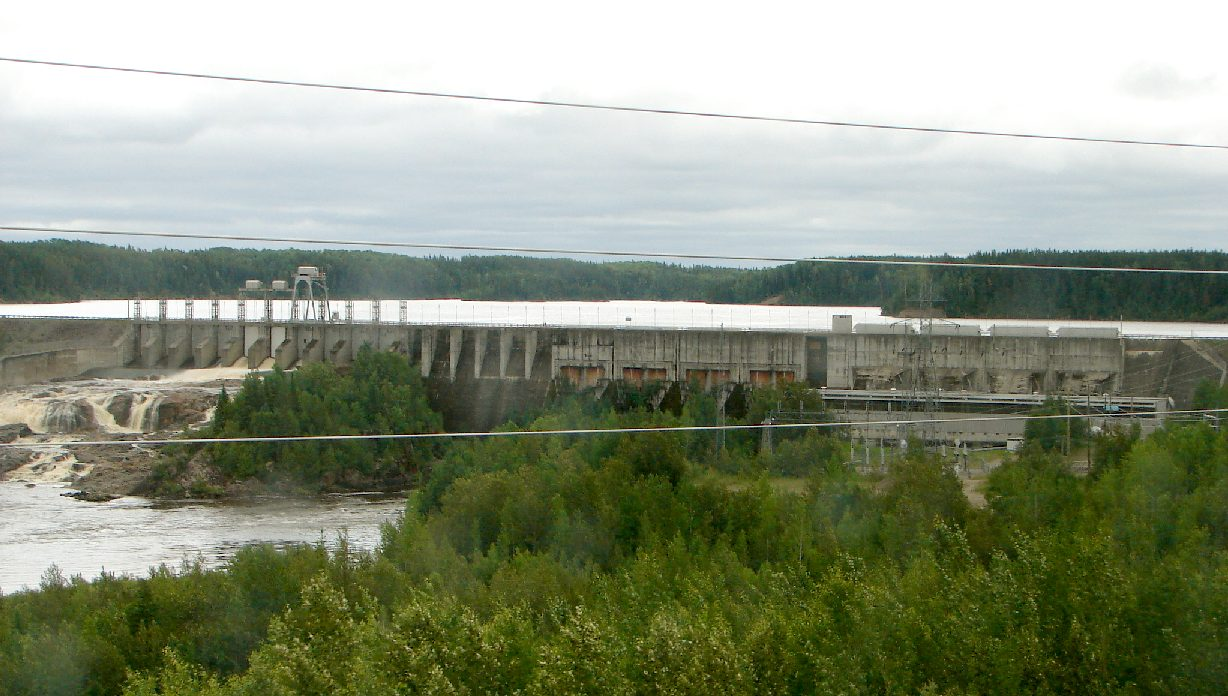
Centrale d'Otter Rapids 182 MW sur la rivière Abitibi, 2009.

### Manitoba

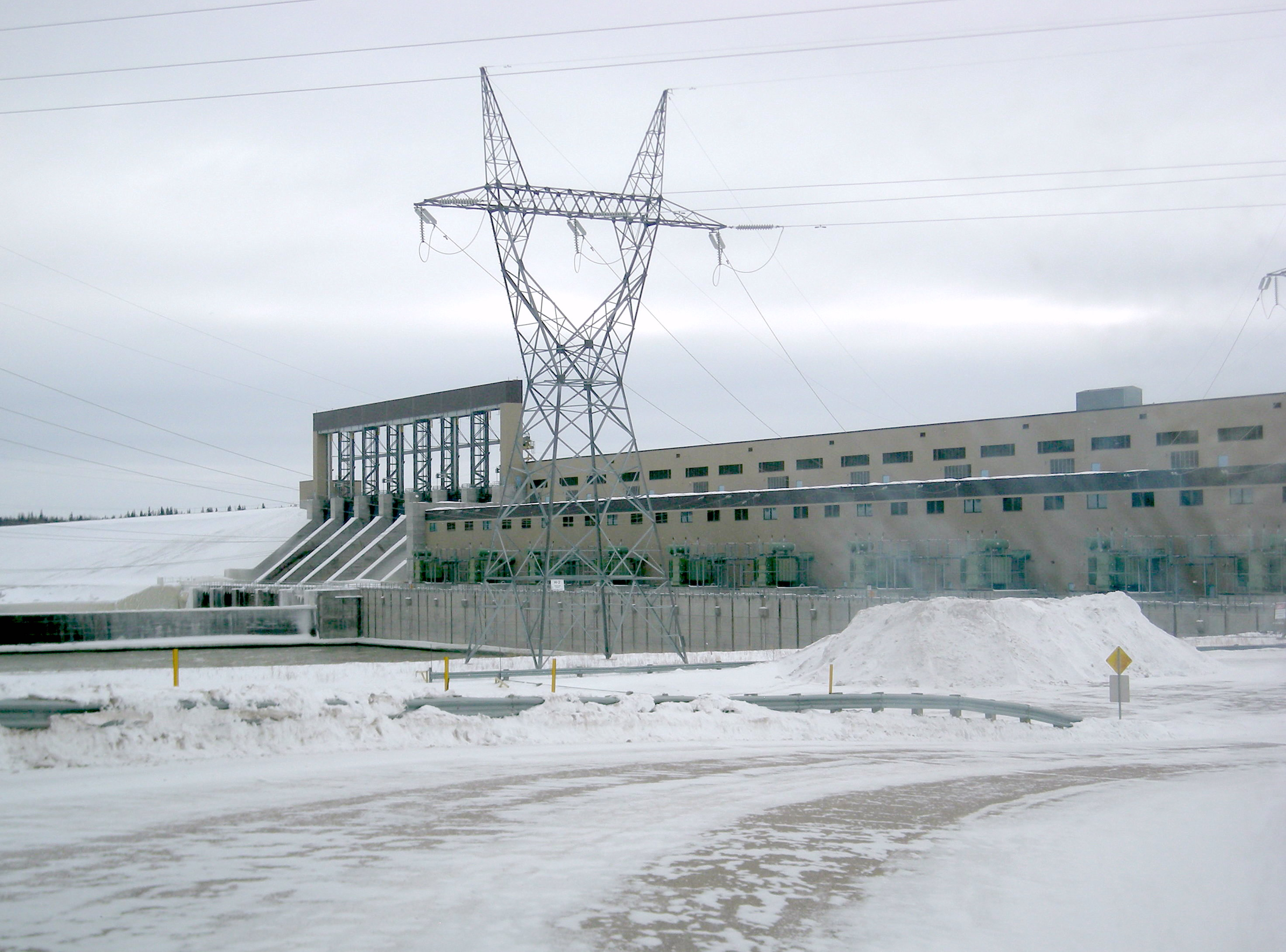
Barrage de Limestone sur le fleuve Nelson, en 2012.

Manitoba Hydro est la société de la Couronne responsable de la production, du transport et de la distribution de l'électricité au Manitoba. La quasi-totalité (96 %) de l'électricité de la province est produite dans ses 15 centrales construites sur le fleuve Nelson et les rivières Saskatchewan, Laurie et Winnipeg.
Après l'exploitation complète du potentiel de la rivière Winnipeg (600 MW) au cours des années 1950, les planificateurs se sont tournés vers le Nord afin de répondre aux besoins croissants d'électricité. La centrale de Grand Rapids (479 MW) a été mise en service en 1968 sur la rivière Saskatchewan, puis l'attention s'est portée sur le lointain fleuve Nelson, dont le formidable potentiel hydro-électrique était connu depuis le début des années 1900. Il a toutefois fallu attendre les années 1960 pour y aménager des centrales, lorsque est devenue disponible la technologie pour la transmission sur de longues distances de l'électricité en Courant continu haute tension.
La puissance installée des centrales s'établissait en 2015 à 5 701 MW, dont 5 217 MW hydroélectriques.

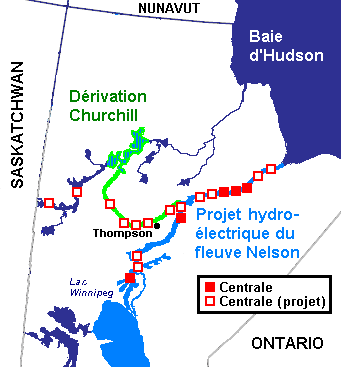
Carte du projet hydroélectrique du fleuve Nelson.

Les principales centrales font partie du projet hydroélectrique du fleuve Nelson :
- barrage de Limestone[54] : 1 340 MW, construite de 1985 à 1990 sur le fleuve Nelson, à 750 km au nord de Winnipeg ;
- barrage de Kettle[55] :  : 1 220 MW, mise en service en 1974 sur le fleuve Nelson, à 700 km au nord de Winnipeg ;
- centrale de Long Spruce[56] :  : 1 010 MW, mise en service en 1979 sur le fleuve Nelson, à 745 km au nord-est de Winnipeg ;
- centrales de Kelsey (250 MW, 1961), Jenpeg (129 MW, 1979), Wuskwatim (200 MW, 2012).

Ce projet prévoit encore 13 centrales à construire pour un total d'environ 5 000 MW. Manitoba Hydro réalise également des études préparatoires à la construction de deux autres aménagements hydroélectriques, les projets de Keeyasc (695 MW) et de Conawapa (1 485 MW), ce dernier a été suspendu en août 2014.
L'entreprise planifie la construction d'une troisième ligne à haute tension à courant continu reliant le nord de la province à la région de Winnipeg. Le projet Bipole III comprend la construction d'une ligne haute tension à courant continu de 1 364 km et de deux nouveaux postes convertisseurs.

### Terre-Neuve-et-Labrador

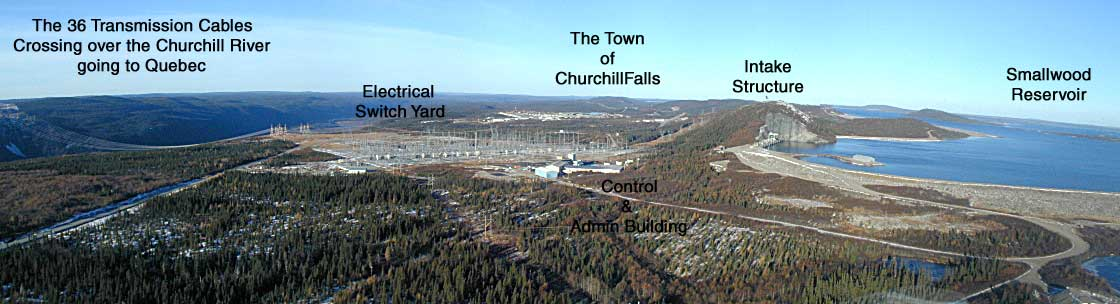
Vue de la centrale de Churchill Falls, de la sous-station et des trois lignes à 735 kV qui traversent la gorge.

CF(L)Co, filiale des sociétés de la Couronne Nalcor (65,8 %), propriété du gouvernement de Terre-Neuve-et-Labrador et Hydro-Québec, propriété du gouvernement du Québec, a construit de 1967 à 1974 sur le cours supérieur du fleuve Churchill la centrale de Churchill Falls, équipée de 11 turbines délivrant 5 428 MW et produisant en moyenne 34 TWh par an, dont la part destinée au Québec (la totalité de la production moins 300 MW) est acheminée par trois lignes à 735 kV. C'est la deuxième plus grande centrale souterraine au monde, derrière la centrale Robert-Bourassa, dans le Nord-du-Québec.
Nalcor possède en propre 1 792 MW de centrales, dont 8 centrales hydroélectriques totalisant 940 MW ; les principales sont celles de Bay d’Espoir (604 MW) et de Cat Arm (127 MW).
Le potentiel du cours inférieur du fleuve Churchill est estimé à 3 000 MW, avec une production moyenne de 16,7 TWh par an. Nalcor projette d'exploiter ce potentiel en deux étapes : le projet Muskrat Falls (824 MW et 1 500 km de lignes), puis le projet Gull Island (2 250 MW) ; le projet Muskrat Falls a été lancé par le gouvernement provincial fin 2012 et la construction devrait durer cinq ans. La ligne Labrador-Island en construction acheminera l'électricité de Muskrat Falls sur 1 100 km jusqu'à l'extrémité orientale de Terre-Neuve.

## Transport

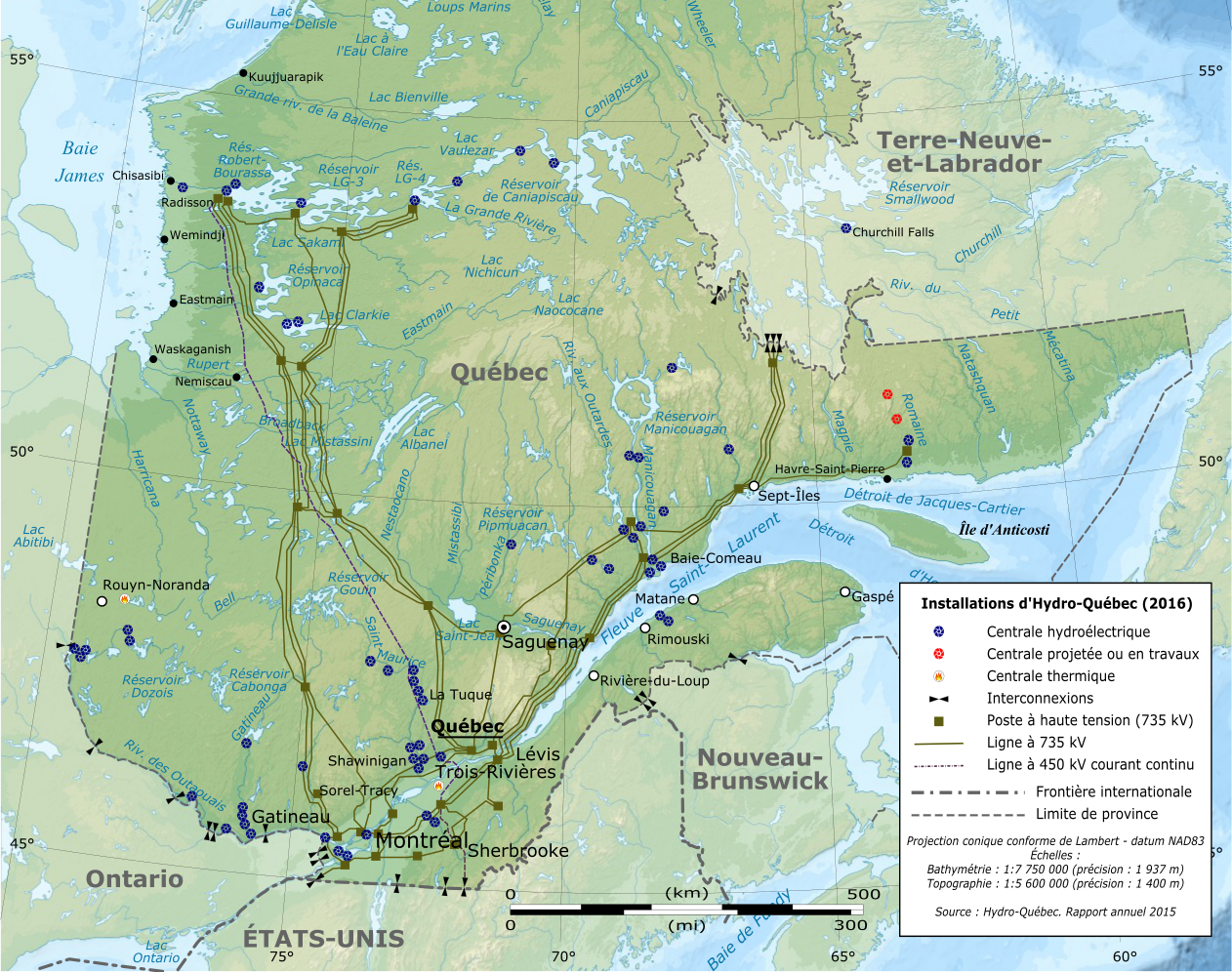
Les six grandes lignes à 735 kV du Réseau de transport de la Baie James, 2009.

Les centrales sont souvent très éloignées des centres de consommation, situés au sud du pays. Il a donc fallu construire des lignes de transport à très haute tension pour acheminer leur production vers les villes. Afin de minimiser les pertes en ligne, le choix de tensions élevées et du courant continu s'est imposé. En novembre 1965, Hydro-Québec mettait en service la première ligne à 735 kilovolts reliant le complexe Manic-Outardes au poste de Lévis,. En 1972, Manitoba Hydro reliait les centrales du projet de la rivière Nelson à la région de Winnipeg par une ligne haute tension à courant continu, le Bipole I. Plusieurs lignes à courant continu haute tension (HVDC en anglais) ont été construites à partir des années 1970 pour évacuer la production du complexe de la Baie James vers Montréal et Québec, puis vers les États-Unis : « Réseau de transport de la Baie James » constitué de 6 lignes à 735 kV (6 300 km) et de plusieurs lignes à 315 kV, et Réseau multiterminal à courant continu (450 kV), long de 1 480 km du nord du Québec jusqu'au Massachusetts.
En juillet 2018 a été mise en service la ligne HVDC à 500 kV « Bipole III » interconnectant le Manitoba avec les États-Unis.

## Exportations
En 2023, le Canada a exporté 49,4 TWh d'électricité et en a importé 21,7 TWh ; son solde exportateur de 27,7 TWh le classe au 4e rang mondial des exportateurs d'électricité, derrière la France (50,3 TWh), le Laos et la Suède. Les exportations brutes, alimentées par sa production hydroélectrique, représentent 8 % de la production d'électricité du Canada et 1,2 % de la consommation d'électricité des États-Unis.
Les États des États-Unis proches de la frontière choisissent de plus en plus d'importer de l'hydroélectricité canadienne afin d'atteindre leurs objectifs de part d'électricité renouvelable (Renewable Portfolio Standards). Les exportations nettes vers les États-Unis totalisent environ 60 TWh par an en moyenne, soit 16 % de la production canadienne et 1,6 % de la consommation d'électricité des États-Unis. Le potentiel hydroélectrique du Canada permet d'accroître ces importations. Les projets d’interconnexion en cours de développement en 2016 sont le Champlain Hudson Power Express, ligne en grande partie subaquatique (au fond du lac Champlain, puis du fleuve Hudson) de 1 000 MW depuis la frontière canadienne jusqu'à New York, et la Great Northern Transmission Line, ligne de 833 MW reliant l'état du Manitoba au Minnesota ; on peut citer aussi le projet d’interconnexion Northern Pass par une ligne à courant continu haute tension entre le Québec et la Nouvelle-Angleterre.
Manitoba Hydro et Hydro-Québec sont les deux principaux exportateurs d'hydroélectricité et continuent à développer leurs interconnexions en 2017. Manitoba Hydro projette une nouvelle ligne à 500 kV entre le Manitoba et le Minnesota qui va accroître sa capacité d'exportation et doubler sa capacité d'importation ; le Québec projette deux nouvelles interconnexions : une ligne à courant continu à 320 kV vers le New-Hampshire et une autre vers l'état de New-York.
En 2021, le projet Champlain Hudson Power Express a été sélectionné par appel d'offres pour alimenter la ville de New-York. Par contre, le chantier de l'« England Clean Energy Connect » (NECEC), qui devait alimenter le Massachusetts depuis le Québec, a dû être suspendu après le rejet du projet par un référendum dans le Maine.
Le projet Champlain Hudson Power Express transférera 10,4 TWh par an du Québec à New-York après sa mise en service prévue en 2026.

## Coût de production
Les grandes centrales hydroélectriques canadiennes produisent une quantité substantielle d'énergie renouvelable à un coût stable et largement inférieur à celui des autres filières de production. À la Baie-James, par exemple, le coût de production ne s'élève qu'à 1,5 cent le kilowatt-heure. En conséquence, les tarifs d'électricité des résidents du Manitoba, du Québec et de la Colombie-Britannique figurent parmi les plus bas en Amérique du Nord : en 2015, un client particulier payait 7,19 cents/kWh à Montréal, 14,31 à Toronto et 10,29 à Vancouver contre 28,90 à New-York, 16,79 à Chicago et 27,69 à San Francisco, mais 12,36 à Houston et 18,1 en France, 32,7 en Allemagne, 23,7 au Royaume-Uni en 2014.

## Politique énergétique
Le Programme de recherche et de développement énergétiques (PRDE) appuie la recherche et le développement en hydroélectricité. Le programme de tarifs de rachat garantis de l’Ontario comprend des contrats de 40 ans pour les centrales hydroélectriques, de même que des incitations particulières pour les projets à participation autochtone et communautaire.
Le secteur de l’hydroélectricité canadien est devenu un chef de file mondial dans les relations avec les autochtones. Le projet de la centrale Keeyask (695 MW) au Manitoba, le premier au Canada à appliquer le Protocole d’évaluation du développement durable de l’hydroélectricité, a été mené en partenariat avec quatre nations cries. Plus récemment, le projet de centrale de Mica Creek en Colombie-Britannique a été réalisé en collaboration avec la première nation Secwepemc et le projet de complexe de quatre centrales sur la partie inférieure de la rivière Mattagami (438 MW), achevé au début de 2015 dans le nord de l'Ontario, a été développé en partenariat avec la première nation Moose Cree.
En décembre 2020, le Canada adopte une nouvelle politique climatique qui l'engage à atteindre en 2030 un taux de 90 % d'électricité décarbonée et en 2050 la neutralité énergétique.
En 2021, le gouvernement de l'Ontario a demandé à Ontario Power Generation de considérer les nouveaux projets hydroélectriques comme une part du programme de transition énergétique et annoncé des mesures pour accélérer les développements.
En 2022, le budget fédéral met en place un crédit d'impôt pour investissement en électricité propre de 15 % pour les systèmes de production électrique sans émission de gaz à effet de serre, dont l'hydroélectricité, y compris la réhabilitation de centrales existantes et le pompage-turbinage.